# 三津 (京丹後市)
三津（みつ）は、京都府京丹後市にある地名。大字としての名称は網野町三津。
近世から漁業で大きく発展した漁村であり、沿岸部一帯が山陰海岸ジオパークのエリアに含まれる自然景観を備える。丹後半島の史蹟名勝を紹介した昭和30年代刊行の『丹後の宮津』でも、丹後半島の数ある海岸のなかでも特筆して「三津は漁業に熱心なところで、春は若布、夏は鮪（まぐろ）、大布網の漁場として、静かな初夏には美しい海岸に舟あそびなど、かぎりないよろこびの浜である。」と称賛された。
21世紀には漁業は衰退傾向にあるが、シーカヤックなどのマリンレジャーの拠点として海と景観を地域資源として活用する試みが続けられている。

## 地名

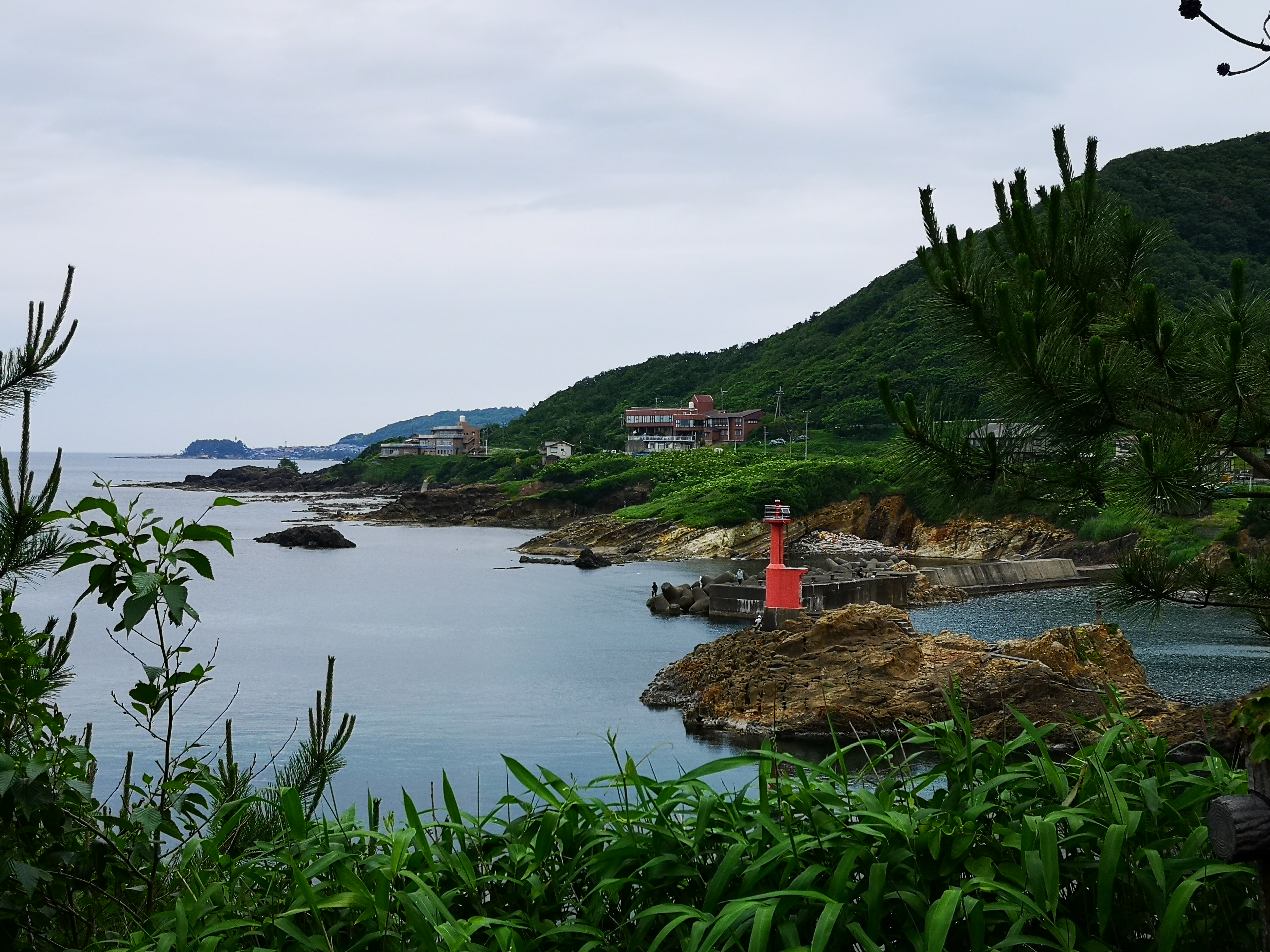
三津漁港西側の丘から望む三津の浦々

三津は、三津浜のほか、西隣の遊（あそび）地区の浦、そのさらに西の掛津（かけづ）地区の浦までを含めて3つの入江があることから、一帯を「3つの津」転じて「三津」と呼んだという説。「津」に接頭語の「み」が付属する敬称語「御津」という説がある。大きな河川はなく、あくまで海の津を意識した地名と考えられる。
三津浜は、三津漁港のある三津集落の西から、東の掛津浜に至るまでの5～6町一面の砂浜を指す。全体に白砂で、その海岸線の際に太鼓浜や琴引浜がある。

## 地理
京丹後市網野町の東端に位置する。徳楽山の西南麓に位置し、集落のなかを丹後町間人に至る丹後半島一周海岸道路が貫く。北は日本海に面し、集落や耕地はすべて階段状の狭小な土地に展開する。

### 地質

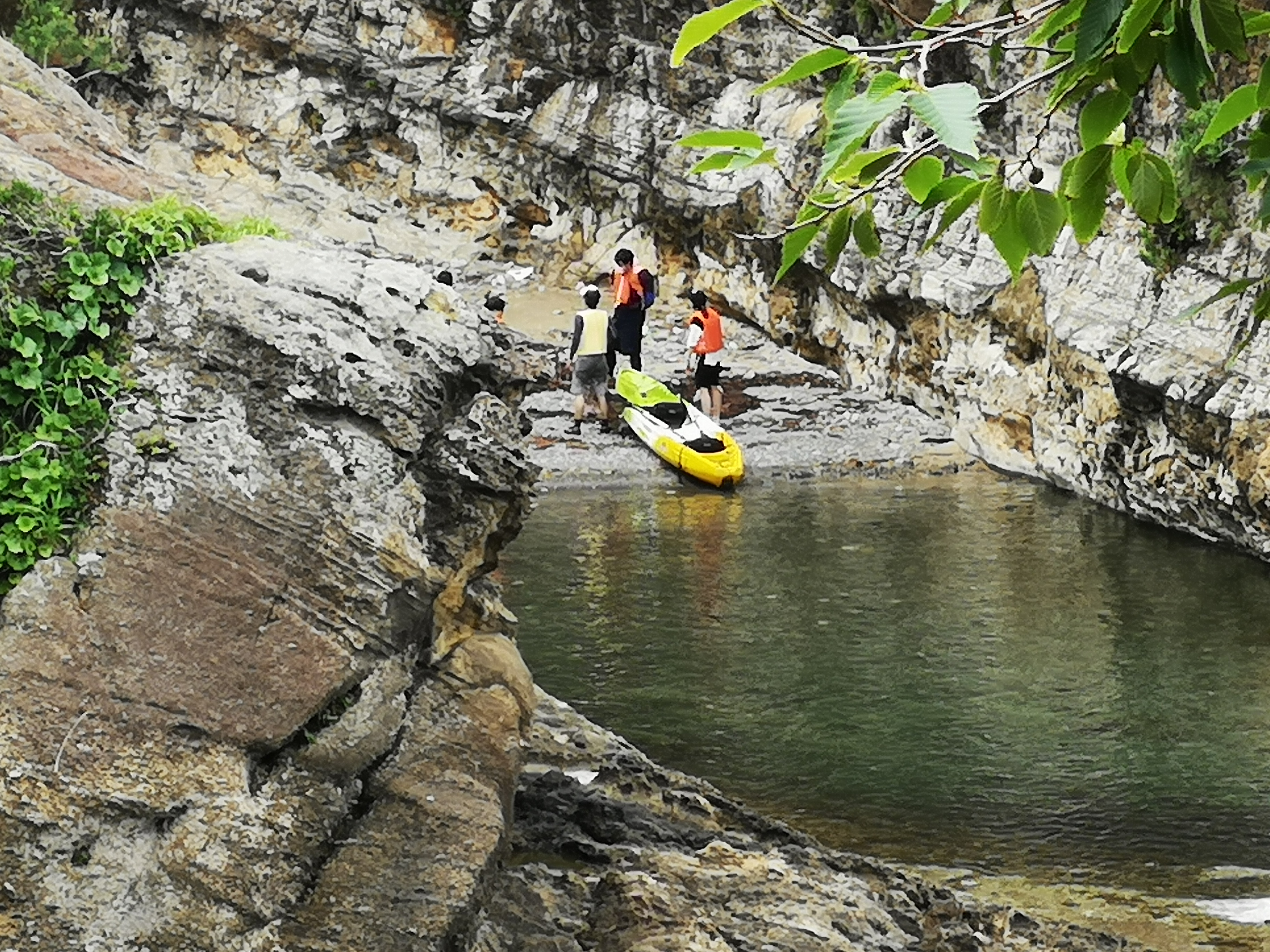
網野層とよばれる地層が斜めに隆起した痕跡を見ることができる網野町三津の沿岸部。

三津は、三津海岸から浜詰海岸まで続く275ヘクタールの網野砂丘と呼ばれる海岸砂地の東端に位置する。
この砂丘は地質年代から歴史年代まで長い年月をかけて海風に吹き上げられた砂が集積したもので、第三紀層堆積岩の上に不整合に重なる海浜礫の基底礫層がある。かつて海底だったその場所が地殻変動により隆起して海岸段丘となった後、打ち寄せる波が海岸線を浸食して崖となり、段丘の前面に波食台ができる。網野海岸はその後の隆起で波食台が海水面から1～2メートル高くなったもので、三津はその波食台のうえに砂が堆積した砂丘にある集落である。
三津の海岸線では隆起した地層や、波に浸食される崖をあらわに見ることができ、冬の荒波に打たれ砕ける三津港一帯の風景は、丹後半島の冬の海岸を象徴するものと評される。なかでも三津漁港の西、八幡神社の裏手の孤立した砂丘は「そりが丘砂丘」と呼ばれ、基盤が岩盤で、海岸も完全に磯浜のみで砂浜がないのが珍しい砂丘である。痩せた海岸松が連なる景勝地として知られ、このそりが丘砂丘の先端部はとくに「コヤガ鼻（「小やヶ鼻」とも表記）」と呼ばれ、三津古墳の痕跡が見つかっている。

### 気候
網野町に気象観測所はなく、三津の気象データは残されていないが、漁業者らの経験により蓄積された気象の特徴が聞き取り調査によって伝えられている。その記録に拠れば、12月から２月にかけてはうらにしと呼ばれる西風が吹き、海が荒れるが、その後にはサバがよく獲れるという。春になると南の風が吹くが、魚が沖に流されるので三津では歓迎されなかった。東の風が吹くと海は凪ぎ、漁業者には良い風とされた。予知できない突風に「サイタモドシ」と呼ばれるものがあり、東風が急に西風になるものである。
三津では、風がなくても波が高くなることがあり、沖は平穏でも港は入港できないほど潮流が乱れ、小型船が遭難したこともある。9月から10月にかけては北風が吹き、10月10日過ぎ頃から海は時化るようになる。「朝の虹は時化る」「夕方の虹は翌日好天になる」などと言い伝えられる。

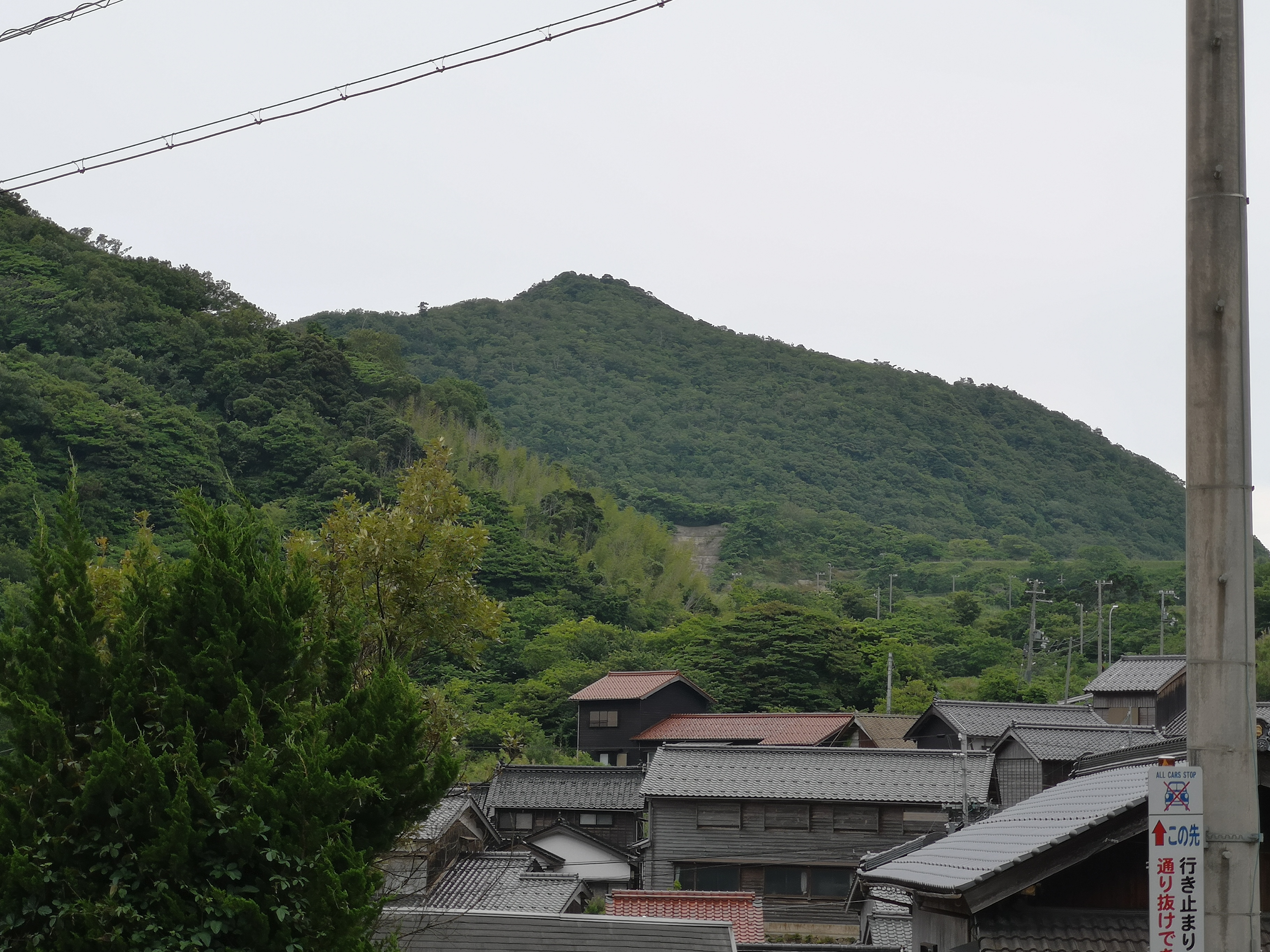
徳楽山（戸倉山）
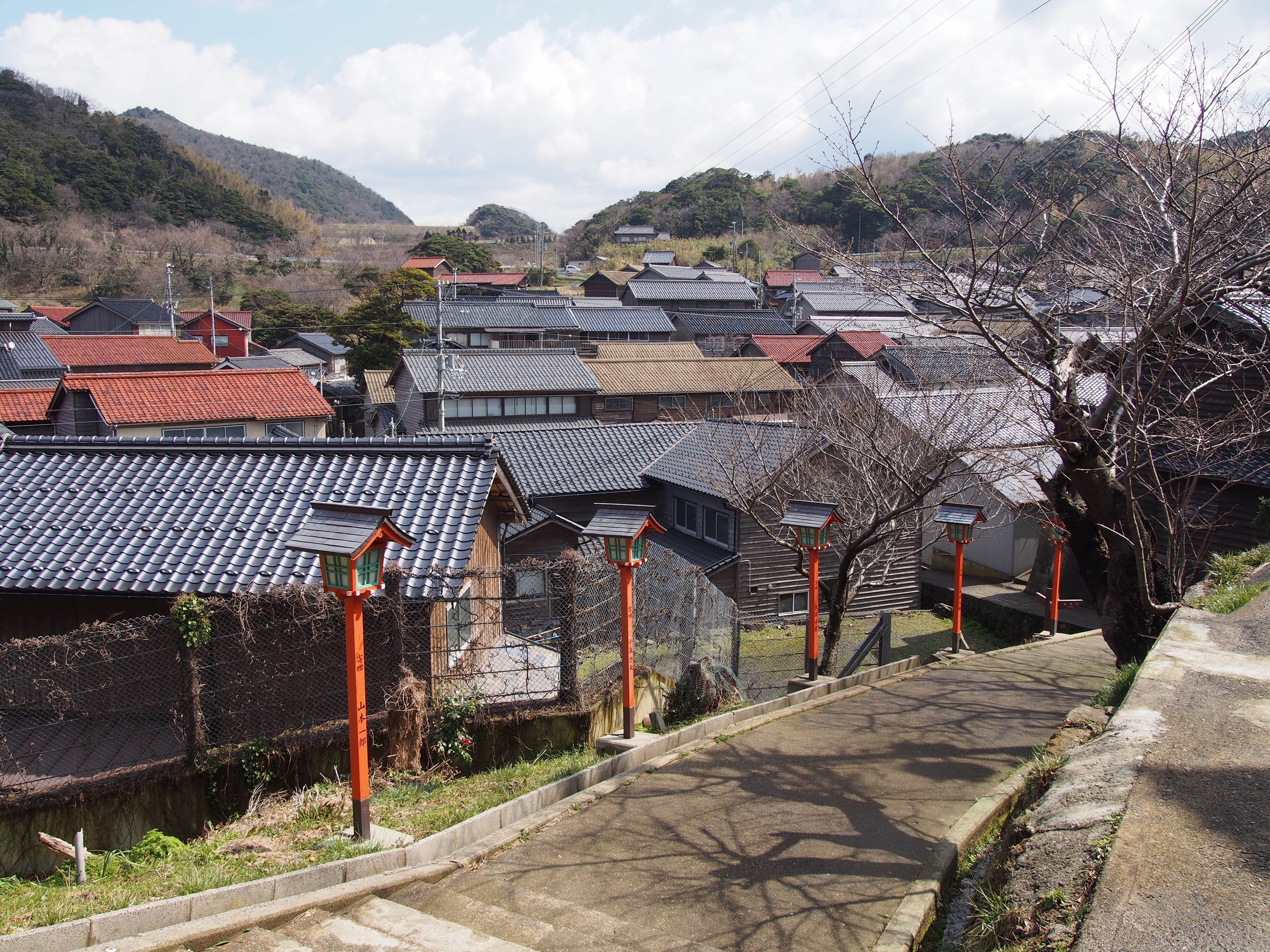
八幡神社前から見下ろした集落。奥に徳楽山が見える。（左から2番目の奥の山）
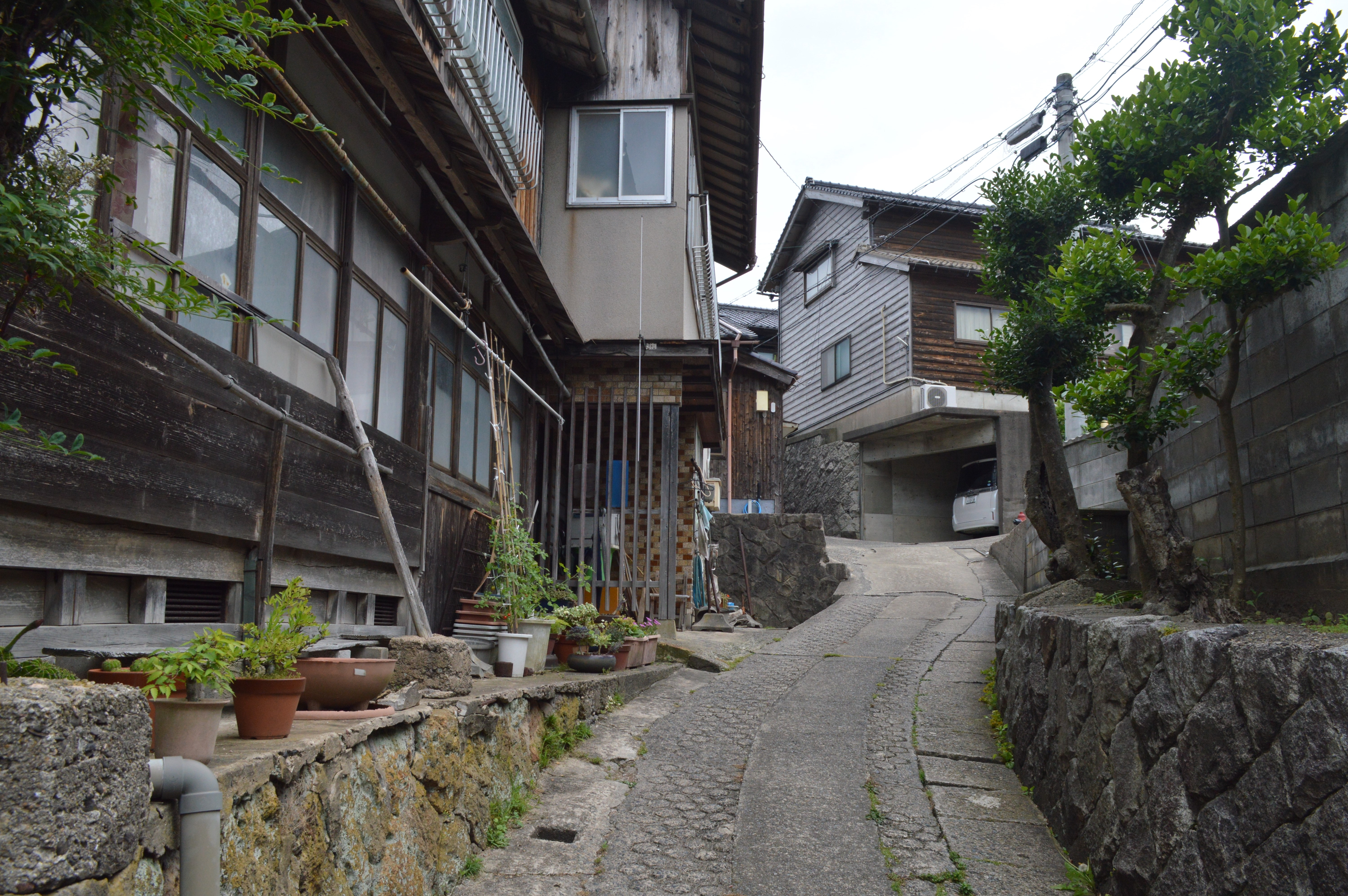
傾斜地に住宅がひしめく網野町三津の集落
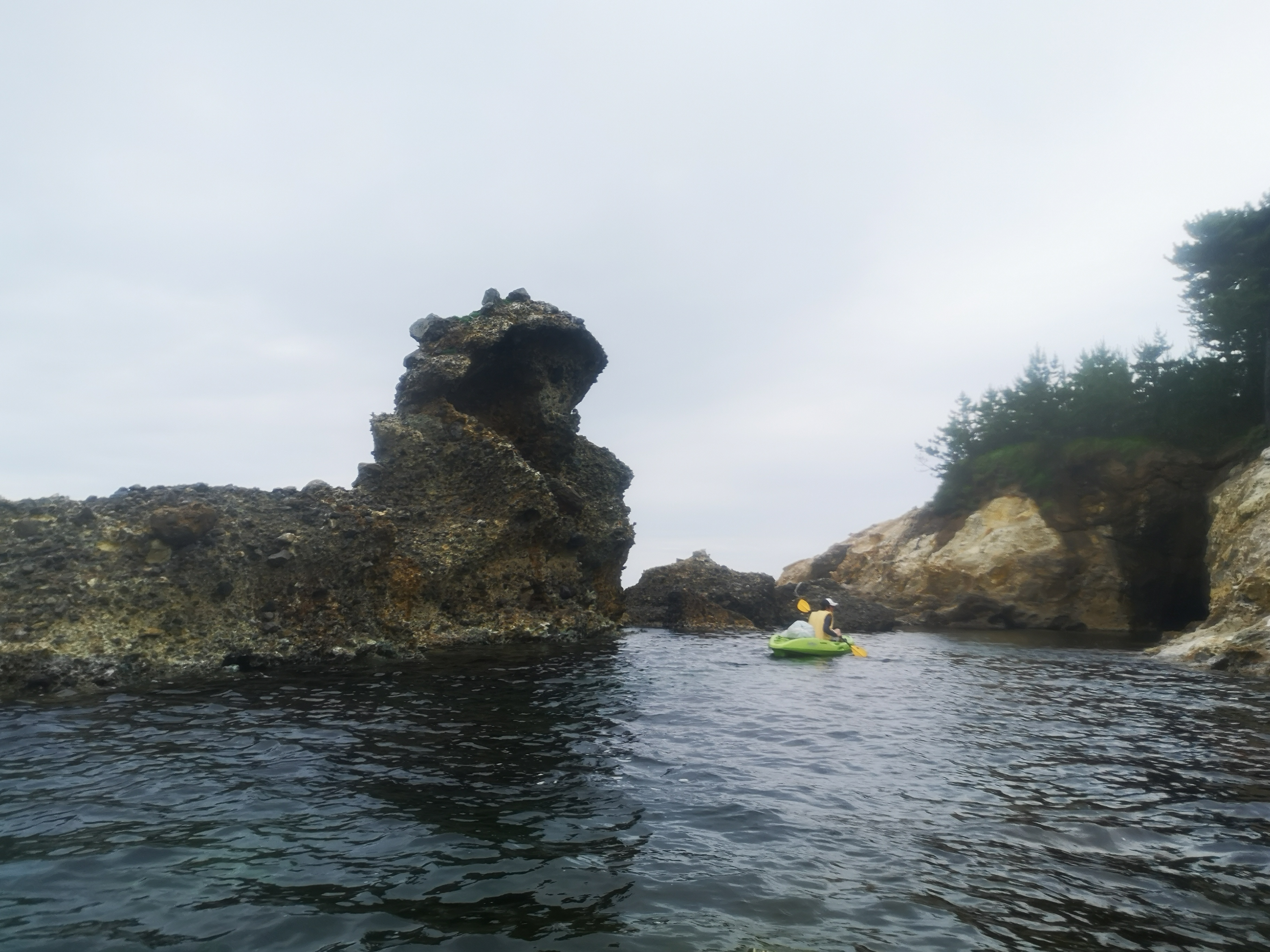
カエル岩と名付けられた沿岸部の奇岩

### 小字
- 上地(かみじ)
- 奥田(おくだ)
- 高尾(たかお)
- 石原坂(いしはらざか)
- 丸山(まるやま)
- 北谷(きただに)
- 尺田(しゃくでん)
- 三ツ町(みつまち)
- 三ケ地(さんがち)
- 上三ケ地(かみさんがち)
- 池ケ谷(いけがたに)
- 芋ケ谷(いもがたに)
- 峠ノ後(とうげのうしろ)
- ホネガ谷(ほねがたに)
- 徳楽(とくら)
- 栄谷(えいだに)
- 布谷(ぬのだに)
- 奥山(おくやま)
- 三枚畑(さんまいばたけ)
- 丸日出(まるひで)
- 寺谷(てらたに)

- 横枕(よこまくら)
- シヤバ
- ブリカ谷(ぶりかだに)
- 小谷(こたに)
- 梨子谷(なしだに)
- 枝ノ川(ちえのかわ)
- ナク谷(なくだに)
- 枝川向(ちえのかわむかい)
- 堤谷(つつみだに)
- 石目(こくめ)
- 西トノジ(にしとのじ)
- 敷地(しきじ)
- トノジ
- 国女(こくめ)
- 穴田(あなだ)
- 大石谷(おおいしだに)
- 桐ケ谷(きりがたに)
- 殿屋敷(とのやしき)
- 石穴(いしあな)
- 松葉(まつば)
- 段ノ岡(だんのおか)

- 下地(しもじ)
- ヲテジ
- 岡坂(おかさか)
- 南カヘ(みなみかえ)
- サコフ
- 上石(かみいし)
- 三ツクリ(みつつくり)
- 牛立(うしがたて)
- 二ツ塔(ふたつとう)
- 二ツ塚(ふたつつか)
- トノエ
- 古柿(ふるかき)
- 二ッ町(ふたつまち)
- 中道(なかみち)
- 稲荷(いなり)
- 稲荷坂(いなりざか)
- 尾ノ下(おのした)
- ツエノ川(つえのかわ)
- 三ケ池(さんがち)
- 中池(なかいけ)

- ナクセ谷(なくせだに)
- 小倉目(こくらめ)
- 寺ノ奥(てらのおく)
- 大成(おおなる)
- 平野(ひらの)
- 大谷(おおたに)
- 甲山(こおやま)
- 中筋(なかすじ)
- 寺ノ上(てらのうえ)
- イギ
- ホネガ谷(ほねがたに)
- 惣山(そうやま)
- カリヲ
- 峠ノヲテ(とうげのをて)
- コヨナコ
- 向徳楽(むかいとくら)
- 松ケ谷(まつがたに)
- 地蔵出(ぢぞうで)
- 家ノ下(いえのした)
- ナリセ谷(なりせだに)

## 歴史

### 近世以前
集落のはじまりは定かではない。三津浜の西側の岬の突端部には古墳時代前期の「三津古墳」が確認されており、土師器が出土していることから、古代にも一帯になんらかの集落があったとみられる。文献にみえるところでは、室町時代に丹後国竹野郡の「三津保」として6町9段216歩の集落と記録される。伝承によれば文禄年間（1592年-1596年）以前は18戸ほどが居住し、農業の傍らで漁業を営んでいた。
1582年（天正10年）、細川興元派の軍勢が一色氏勢を追って三津浜に上陸し、三津城を落城させた。三津城は、三津の西南部山頂にあり、城主は一色氏の和田助之進末次であった。和田氏の一族は氏名を「末次」と改め、その末裔は21世紀初頭にも三津に居住する。
三津城落城の5年後、1587年（天正15年）4月に当地を訪れた細川幽斎は三津浜を眺め、「根上がりの松に五色の糸かけて 琴引き遊ぶ三津の浦々」の和歌を残した。

#### 漁業のはじまり

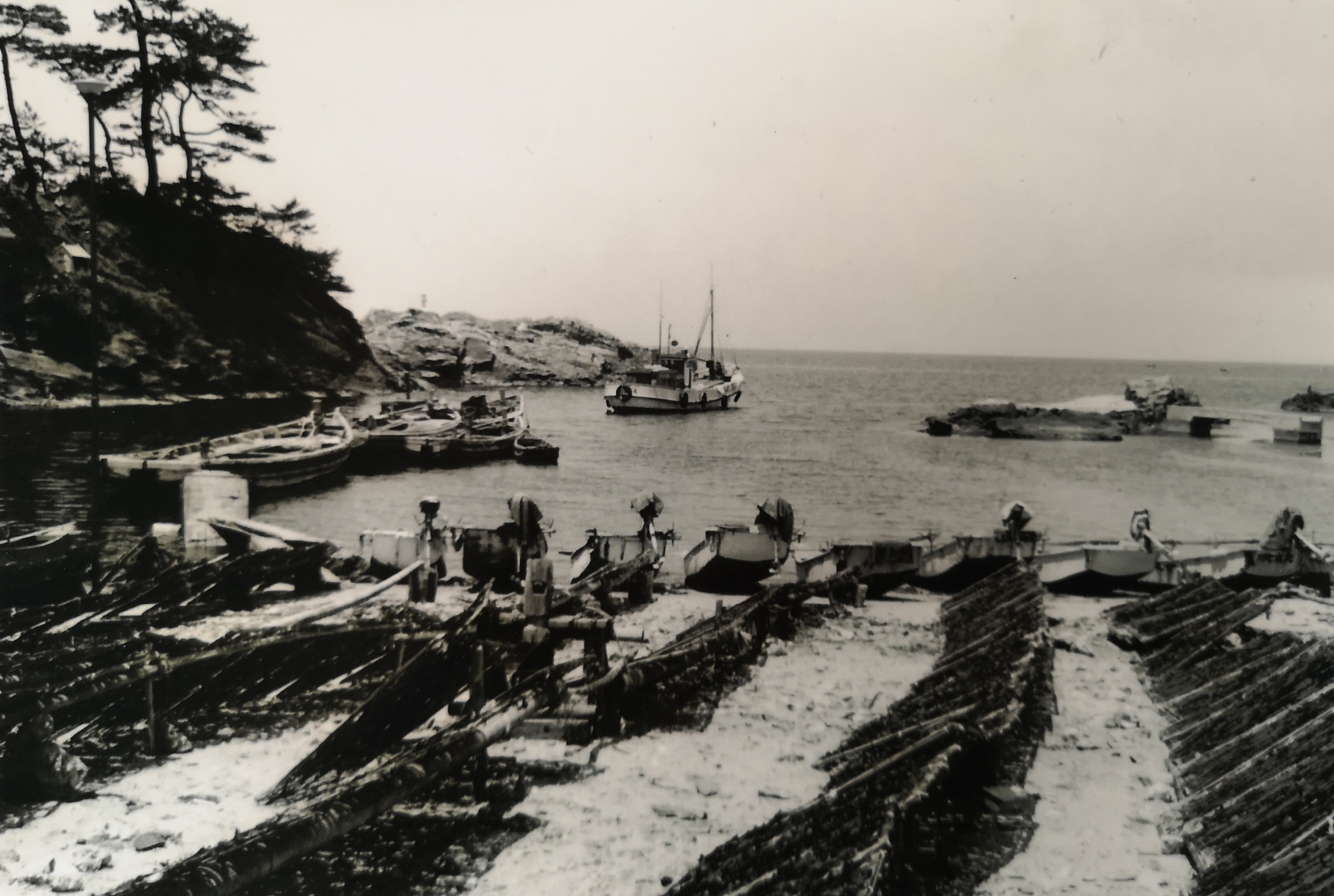
ワカメ干しが行われている三津漁港の浜辺（1966年）

海岸段丘上の集落である三津の耕地は狭く、農耕の発展を期待できる地形ではなかったことから、生活の糧を海に求めるようになったとみられる。
文禄年間（1592年-1596年）、喜太夫という者がワカメを刈り、鯛を釣り、塩を精製するなどの漁業を営む余暇に、村の婦女子を集めて製塩法を伝授した。また、藤葛の皮を細く割いて縄をない、この縄に多くの釣り針を付けた延縄を作り、5月から6月にかけて4人乗りの船で遠海に出漁して多くの釣果をあげた。1599年（慶長4年）に喜太夫が死去すると、これらの漁法は一時途絶えたが、寛永年間（1624年-1645年）頃に三津や掛津の漁業者が協力して喜太夫の使用した延縄を模した仕掛けを作り、十余里沖合に出漁して多くの釣果をあげたことをきっかけに、三津の産業の中心は漁業となっていく。
ワカメは、江戸時代には「三津若布」として広く知られる三津の特産品となり、昭和初期には近隣地域にタイなどの魚とともに行商したほか、手鎌で刈り採ったワカメを板の上で乾燥させて板ワカメとし、広島など全国各地に販売した。誰がどの場所でワカメを干すかは毎年クジで決められ、三津の砂浜一帯にワカメを干す光景は1965年（昭和40年）頃の写真にも残されている。昭和50年代頃、安価な養殖ワカメの普及により単価が下がり、収入が半減する大打撃を受けるまで、三津を代表する産物のひとつだった。
喜太夫が広めた三津の製塩は、「琴引の塩」として現代まで近隣に知られる。三津では、慶長年間（1596年-1615年）頃から、塩浜を経営して浜運上として宮津藩に塩2斗を納めていたが、喜太夫が製塩法を伝授した隣村の掛津からもその恩謝として三津に毎年4升の塩が送られていた。製塩事業は昭和時代まで漁業者の大半が従事する三津集落の産業として引き継がれた。1997年（平成9年）の製塩自由化を受けて設立された1工場が、昔ながらの平釜を用いて薪で加熱する製塩法を21世紀に伝えている。

### 江戸時代
『慶長検知郷村帳』によると、慶長年間（1596年-1615年）には、隣区の掛津区を含めて「三津村」を形成した。1759年（宝暦9年）の『郷村帳』には「三津掛津村」とあり、三津を本村とし掛津が枝村であったことがうかがえる。幕藩体制下では多くの時代で宮津藩に属したが、1666年（寛文6年）から1669年（寛文9年）、1680年（延宝8年）から1681年（延宝9年）、1717年（享保2年）から1759年（宝暦9年）の期間は幕府領となっていた。「三津村」は江戸時代から1889年（明治22年）まで村名として存続し、寛永年間（1624年-1645年）には43戸まで増加した。
寛永年間（1624年-1645年）頃に盛んとなった漁業は、鯛釣り漁に優れているとして1712年（正徳2年）9月に藩主の奥平氏から賞詞を受け、その後も漁具や漁法の改良でよりいっそう盛んとなり、三津村はおおいに潤った。そのため、近隣一帯の村々に先駆けて1719年（享保4年）から魚運上として銀4匁を納めるようになった。この年の10月、若狭国早瀬村の長七なる人物を筆頭に5名の漁夫が嵐で漂流しているところを三津村の者に救助され、そのまま村に移住した。彼らは鯛釣り漁法に精通していたため、三津村は彼ら一人一人を船頭として5艘の漁船を仕立てて出漁し、大きな釣果をあげた。
1745年（宝暦4年）には「三津大火」と呼ばれる、集落の大半にあたる30数戸を焼失する大火に見舞われた。このほかには大きな災害は記録されていない。

#### 機業のはじまり
1720年（享保5年）に峰山で発祥した丹後ちりめんをはじめとする、丹後地方の地場産業である機業は文化年間（1804年-1818年）以前には三津にも伝えられ、1866年（慶応2年）には17戸が機業に従事していた。その後も機業は発展して三津の繁栄に影響し、織物産業が全体的には衰退傾向にある21世紀初頭においても、約30戸が織物生産に関わり、三津第一の産業となっていた。 
明治から昭和初期にかけての漁村農村山村地域は、全国的に慢性的な不況状態にあったとみられている。三津の東隣の丹後町地域でも、11月から翌年3月の漁業農業の閑期には伏見方面への酒造りなどの出稼ぎに出る者が多かったが、三津では機織り関連の仕事が普及していたため、男女ともに出稼ぎは行われなかった。明治から昭和中期にかけての丹後ちりめん産業は隆盛期で、仲間内で獲ってきた魚をつまみに「一杯飲み会」をしたり、花札を楽しむゆとりすらあったという。1932年（昭和7年）、1933年（昭和8年）には漁業は記録的な不漁のため大不況となったが、三津村は女達の機織りの収入と漁師間で会社を設立するなどして不況を乗り切り、外資に頼ることはなかった。

### 明治時代から昭和時代

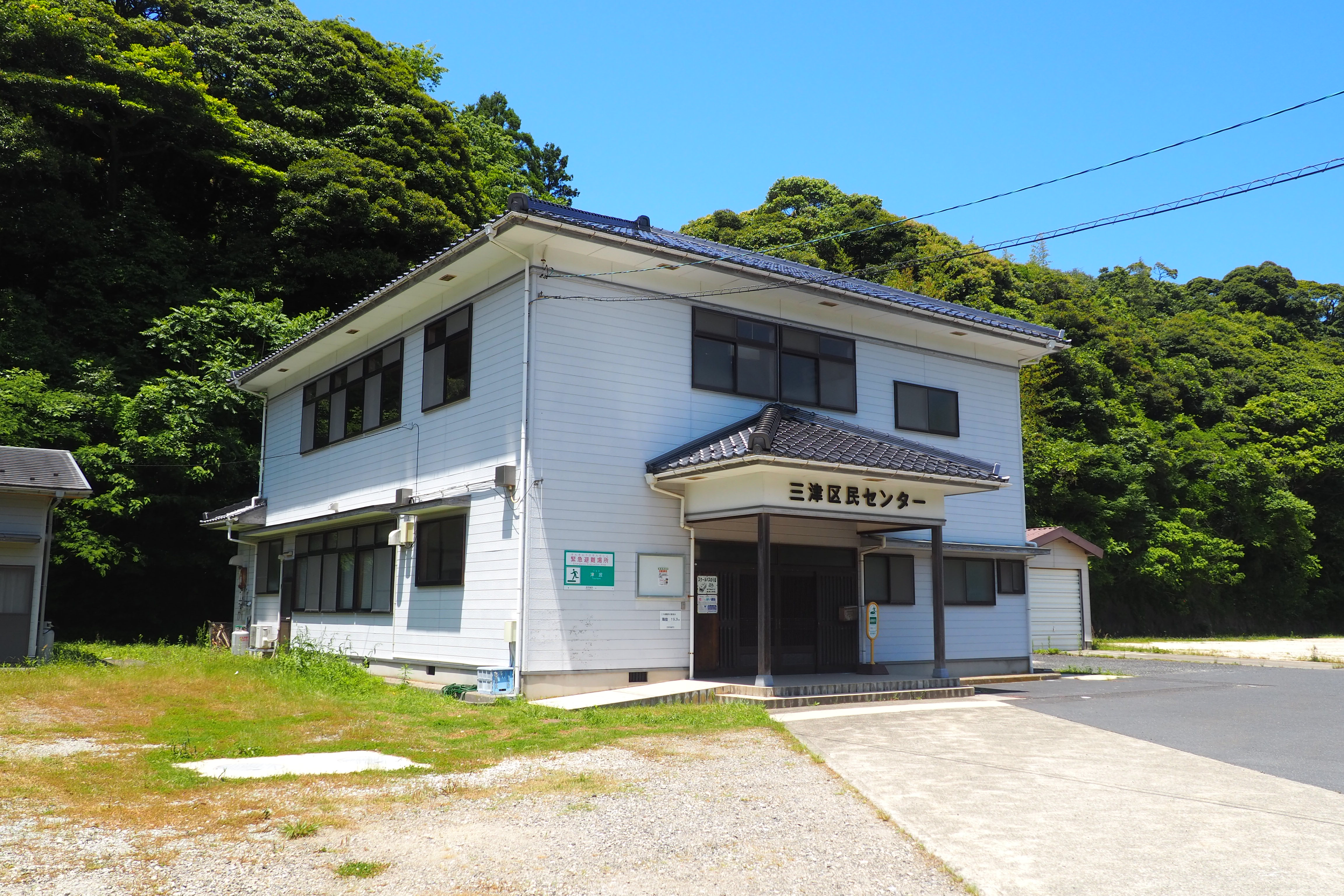
三津区民センター

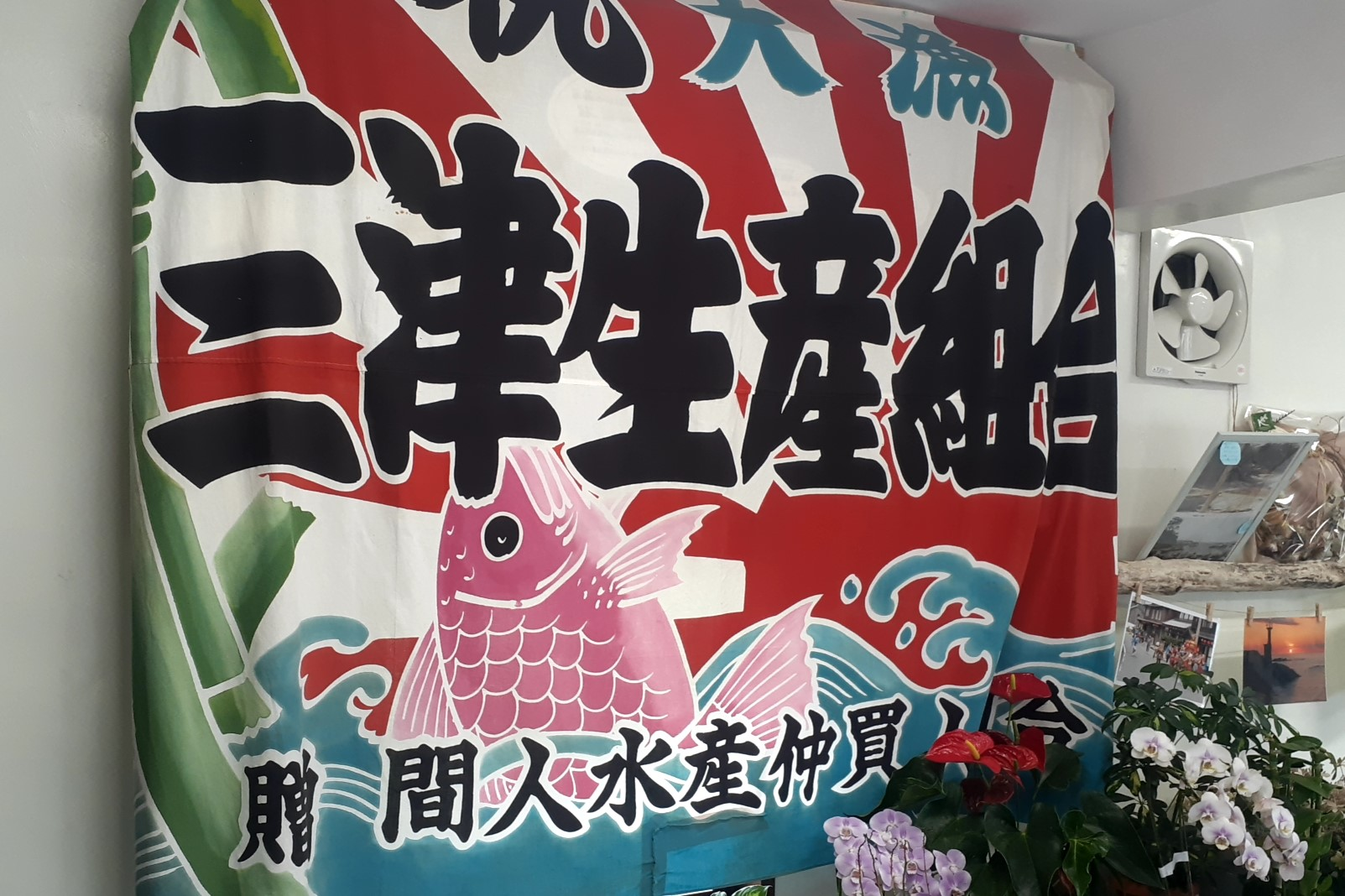
大漁旗

1889年（明治22年）に三津は島津村の大字となり、1950年（昭和25年）に網野町に編入して網野町の大字となり、2004年（平成16年）京丹後市への移行に伴い現在の大字となった。
江戸時代から明治時代中頃までの交通は海上交通の利便性が高く、陸上交通が注目されるようになったのは明治末期からである。昭和初期に定期バスが入るようになった。当時の三津を含む島津地区の陸上交通は、このほかにはタクシーが2台あるのみであった。行商は、陸上交通の便が徐々に改善されはじめた昭和初期から出かけるようになり、おもに男性がワカメや鯛を近隣の村々や峰山町に売り歩いた。
戦後は公共事業による集落機能の整備がすすみ、1951年（昭和26年）に町立公民館が設置された。1959年（昭和34年）には、簡易水道ができ、これは1963年（昭和38年）10月、上水道に編入された。同1963年（昭和38年）には、地域住民の就業形態から要望が多くあった三津保育所が開設された。三津保育所は、その後の人口増加に伴い1974年（昭和49年）に1室を増築し、1991年（平成3年）には大規模な修繕工事も行われた。
昭和期、漁業は変わらず三津の主要な産業であったが、現金収入の面では機業をする家には生活にゆとりがあった。織り手は引く手あまたの高収入だったので次々と機業をはじめる家があり、丹後ちりめん最盛期の昭和40年代の機業者は20～30軒あった。昭和中期の三津の各家庭の電化製品の普及はめざましく、テレビ、冷蔵庫、冷凍庫、掃除機、洗濯機、自家用車などを購入する家が相次いだ。現金収入は機業によって増えた家が多く、夫婦はほとんどが共稼ぎで、生活面は派手になっていった。民宿もまた現金収入の手段で、1965年（昭和40年）頃には5軒ほどであったが、その後かなりの家が民宿をはじめた。
昭和後期は、丹後半島の村々では、三八豪雪を機に離村が進んだ時期であるが、三津の若者は漁業に従事する者が増えていた時期で、離村の傾向は見られなかった。漁業者以外では近隣の市町村に新たに進出してきた企業や金融機関などに働きに出る者が多く、大都会に出ていく傾向はほとんどなかった。
しかし、1975年（昭和50年）頃を境に織物業が不況を迎えると、都会に出て行く若者が増え、世帯数に大きな変動はないものの人口は減少していった。1887年（明治20年）頃の人口は約500人で、118戸が居住した。2020年（令和2年）の人口は約360人・戸数150戸前後であり、2016年（平成28年）時点で住民の4分の1以上が75歳以上の後期高齢者となっている。
1979年（昭和54年）、三津は、遊地区とともに健康推進モデル地区に指定された。

#### 漁業の盛衰
| 20世紀後半に導入された三津の定置網漁 |  | 水揚げの様子 |
| 20世紀後半に導入された三津の定置網漁 |  | 水揚げの様子 |

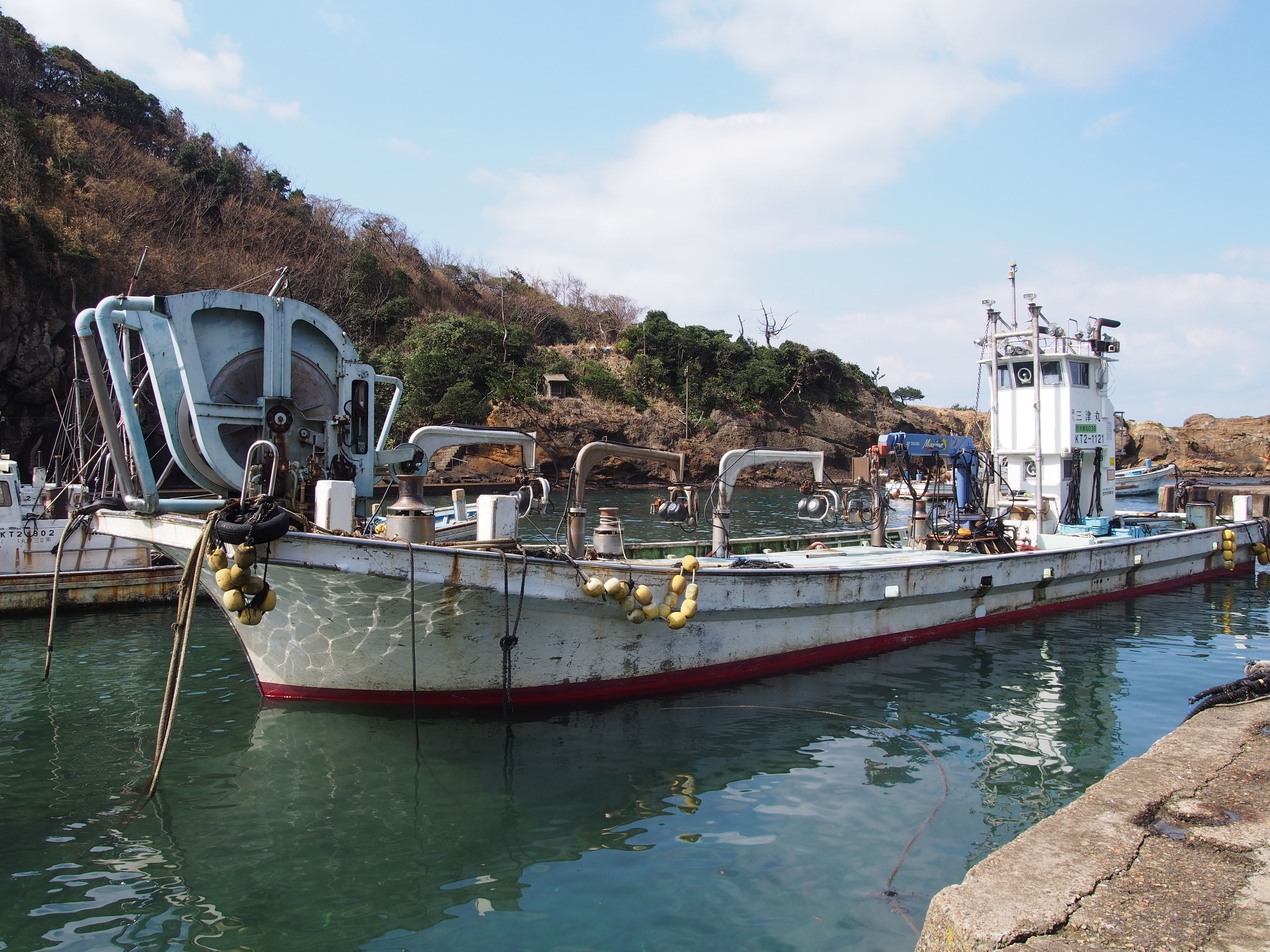
三津漁港の定置網漁船

1875年（明治8年）、隣村の掛津の琴引浜や太鼓浜に繁殖していた老松を伐採したことが契機となり、三津・遊・掛津など一帯の浜に魚が寄りつかなくなったことが、一時、漁業が衰える一因となった。明治末期の集落の規模は、戸数121戸あったが、漁業者は17名で漁船12艘を所有した。毎年4月から6月にかけての漁繁期には人手不足で、他の地域から人を雇い入れた。昭和初期には、伊根町や越中などから漁師が来て、三津でともに漁をした。田植えや稲刈りなどの農繁期にも漁師の伝手で鳥取県の網代村から農家1軒あたり7名ほどの人手を雇い入れることもあったという。
1936年（昭和11年）から1937年（昭和12年)頃はマグロが最盛期で、海をウヨウヨと泳いでいるマグロの姿が肉眼で見えるほどおり、1日3回定置網をあげて大きいもので200～300キロものマグロを毎日30匹は漁獲した。1シーズンで500円ほど稼いだという。マグロは1965年（昭和40年）頃まで定置網でアジとともによく獲れ、獲れすぎて魚の重さで船が沈みかけたため、やむなく海に捨てたこともあるという。全盛期には、水揚げしたマグロを解体した血で三津浦の海一面が赤く染まるほどの漁獲量があったという。
漁業協同組合は1949年（昭和24年）に発足し、組合員数45名で、この人数は昭和期末までほぼ変動はない。旧島津村の漁協で行われていた電気で鉄板を加熱して海水を炊く製塩業を引き継ぎ、漁業者の多くが従事した。
1968年（昭和43年）頃に漁船を動力化する漁業者がではじめる。手漕ぎ船だと40分かかった漁場まで10分で行けるようになったため、1日の漁獲高が飛躍的に向上した。
昭和40年代後半は、それほど沖に出なくとも豊漁であり、三重県から何台もの大型トラックが頻繁に買い付けにきていた。イワシの豊漁期には、海から戻って荷を下ろした後、網に絡んだイワシを払い落とる手間をとられ、休む間もなく船を出すような操業を繰り返したため過労死した漁師も数名おり、以後は負担軽減のためにイワシが絡みにくい魚網が導入された。
三津で捕れる魚類で高値で取引された高級魚はタイとスズキであったが、定置網による乱獲が原因となり1970年（昭和45年）頃からこれらが獲れなくなると、漁業の利益は徐々に出なくなり、昭和末期にはマグロなど他の魚類も漁獲量が減少するとともに、魚種も変容していった。1973年（昭和48年頃）からは繁忙期にも他所から人を雇うことはなくなり、三津の漁業者のみで独自に漁をするようになった。
釣りや海水浴、民宿に宿泊した客の土産にサザエが重宝されたが、昭和後期には漁獲量全体の7パーセントの密漁を記録するなど、密漁者対策に悩まされた。
定置網は1946年（昭和21年）には個人でも操業されていたが、大敷網の導入は1985年（昭和60年）のことである。定置網漁は1998年（平成10年）に発足した三津漁業生産組合に引き継がれ、2016年（平成28年）から2020年（令和2年）3月までの数年間、定置網漁業体験事業を実施して漁業と観光の両立をはかった。

### 平成時代から現代

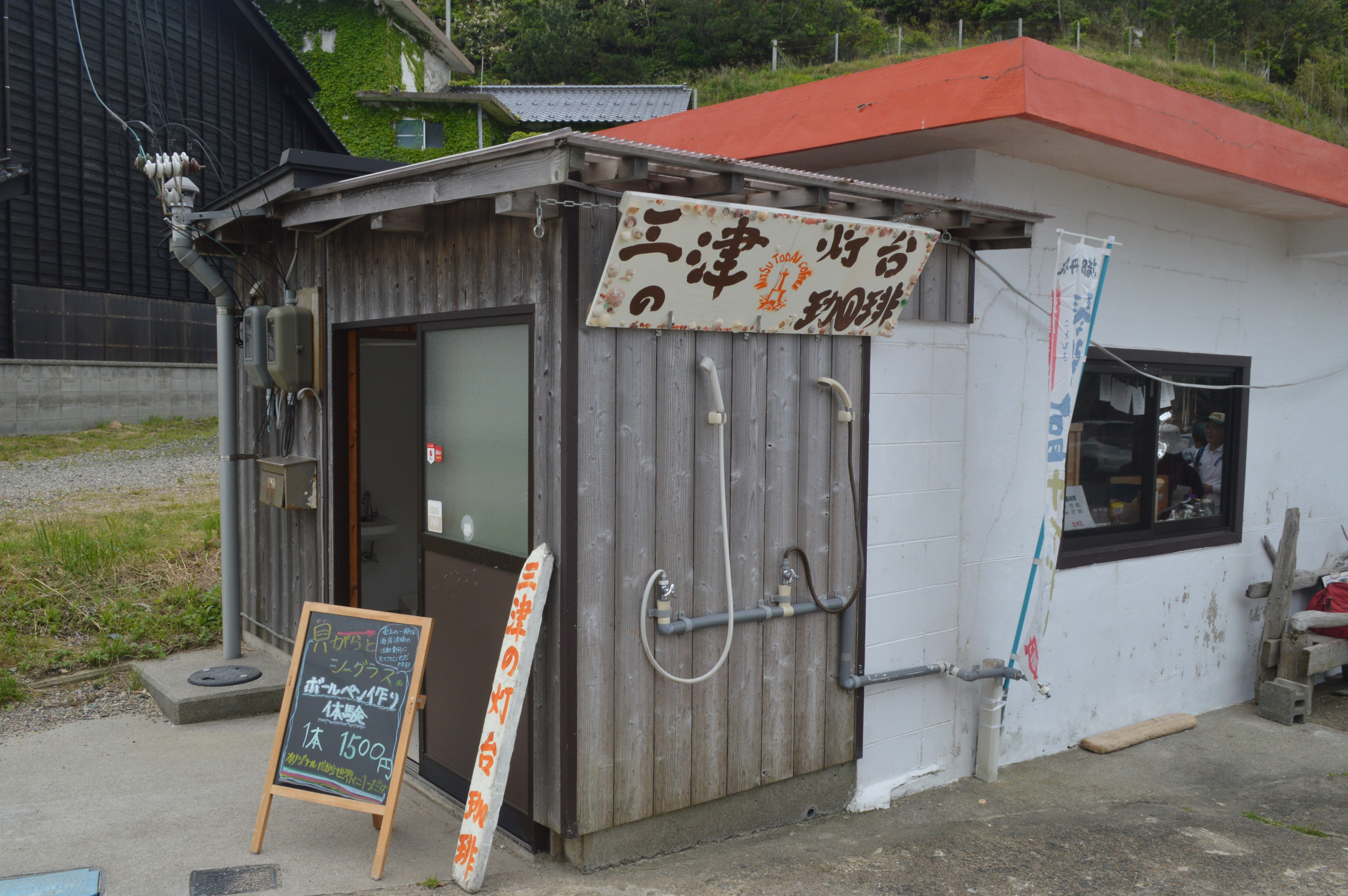
漁業施設を改築し2021年4月に開業した三津の灯台珈琲

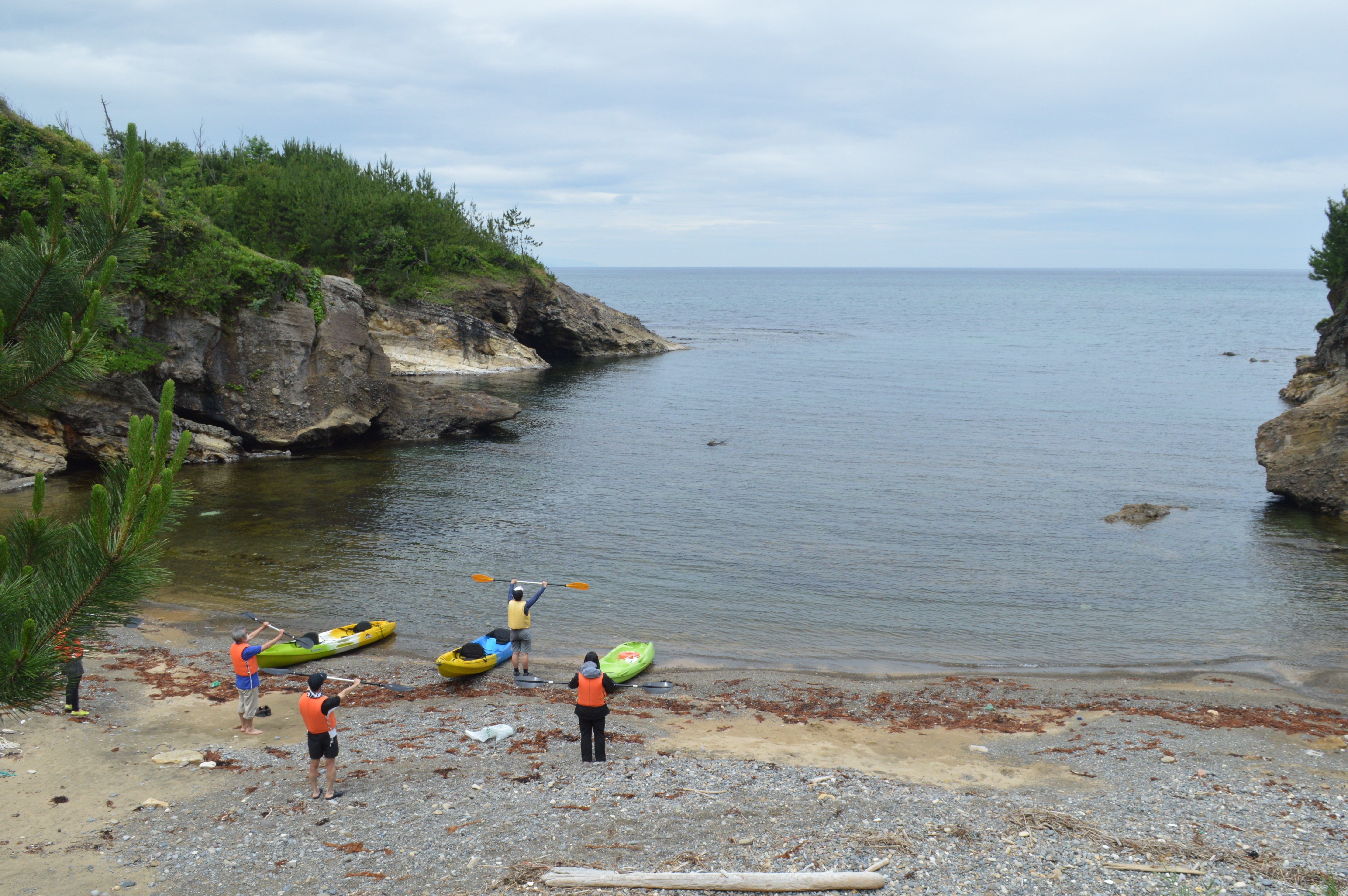
シーカヤック体験に漕ぎ出す前の人々（網野町三津）

丹後半島の1市6町にまたがる丹後地域では、北海道を除く本州では最大規模の国営農地開発事業（丹後国営農地開発事業）が行われている。1988年（昭和63年）から1994年（平成6年）にかけて、集落東側の丘陵に国営農地の網野町三津団地が造成され、1989年（平成元年）に営農が開始された。
1994年（平成6年）、総工費約5,700万円で三津区民センターが整備され、2021年（令和3年）現在にいたるまで地域のコミュニティ活動の拠点として活用されるようになった。
2012年（平成24年）3月、地区唯一の小学校として100年を超える歴史があった三津小学校が、児童数の減少により島津小学校に統合され、閉校した。
2014年（平成26年）頃から、地区内有志により結成された「明日の三津と海を考える会」により、海の資源を利用した課題解決型ビジネスが検討されるようになり、京都府認定の「明日の京都村事業」の一環で、2016年（平成28年）から「三津の浜辺を活気づける大作戦」と名付けた地区の将来を見据えた事業展開がスタートした。同2016年（平成28年）から2020年（令和2年）3月まで実施された定置網体験事業もその一環である。
漁業従事者の高齢化と人手不足から2020年（令和2年）3月を最後に、大敷網や定置網漁業体験は終了し、2021年4月（令和3年）、漁業者が使っていた三津漁港の施設を、マリンレジャー施設兼コーヒースタンドとして改装した「三津の灯台珈琲」が翔笑璃とびわたり（代表 澤佳奈枝）により開業する。海や景観を地域資源として活用し、観光客にシーカヤックやシュノーケリングなどのマリンレジャーや、ハーバリウム作りの体験等を提供するとともに、地域住民の集う憩いの場を創出している。珈琲店の店名にも掲げられた赤い三津港島堤灯台が建つ三津漁港の景観は、2020年（令和2年）秋に開催された「大京都芸術祭」のパンフレットにも採用された。
網野町三津の景観は、2019年（令和元年）公開の映画『居眠り磐音』（松坂桃李主演）や、2020年（令和2年）12月公開の映画『天外者』（三浦春馬主演）のロケ地となるなど、近年注目を高めている。

## 産業

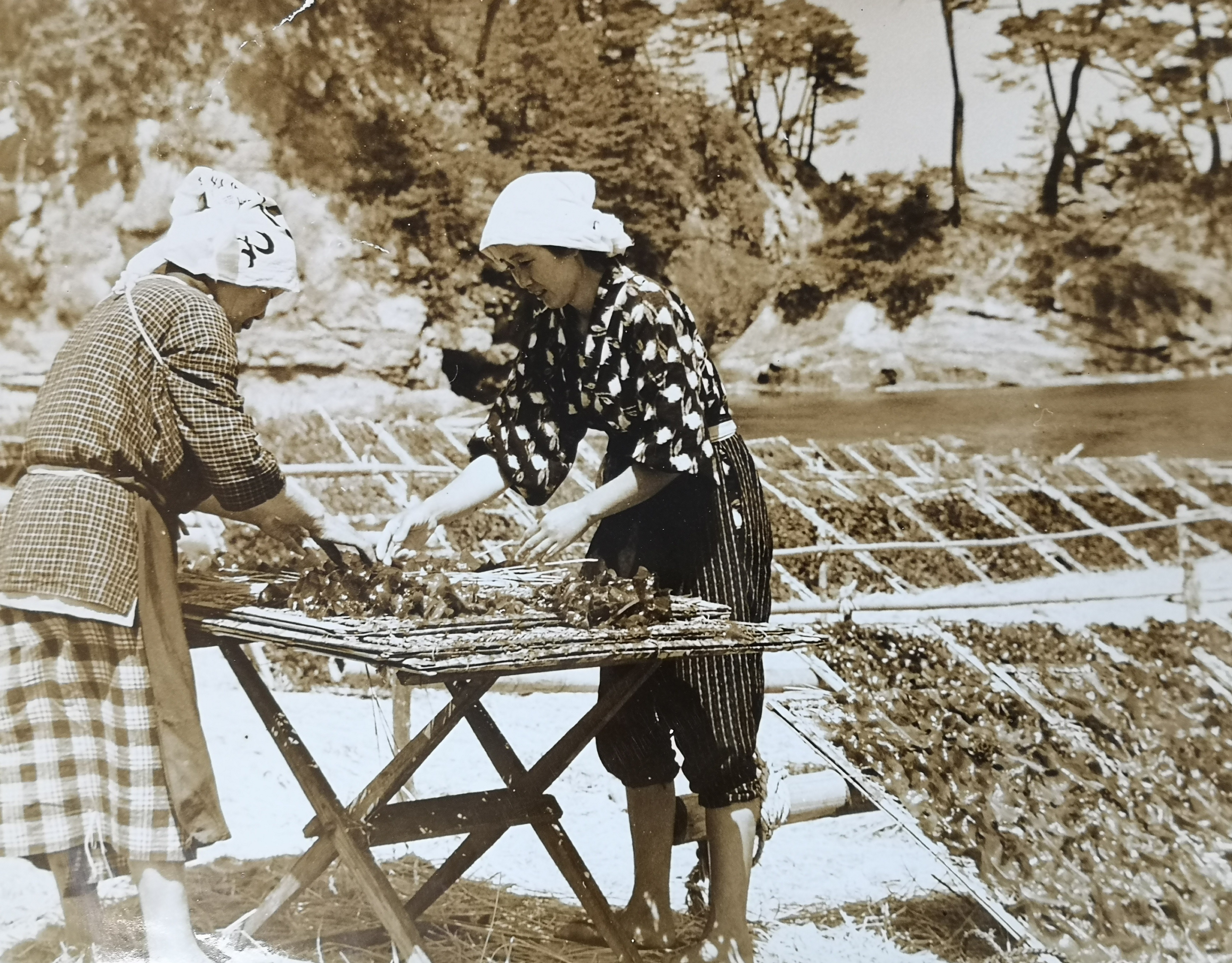
1965年頃の三津浜におけるワカメ干し

古くは文禄年間（1592年-1596年）から近年にいたるまで漁業で栄えた集落である。近世には延縄漁による鯛釣りで多くの釣果をあげ、遠浅の浜ではワカメ刈りや、製塩を営んだ。明治末期から昭和中期にかけての漁繁期には人手不足で他の地域から人を雇い入れるほどの豊漁の海をもち、昭和中期には太平洋側の三重県からも大型トラックが頻繁に買い付けに押し寄せるほど広く知られた。昭和期の代表的な魚種はマグロで、1946年（昭和21年）には個人で定置網が操業されるようになり、1985年（昭和60年）には大敷網が導入された。昭和の全盛期には丹後半島の数ある海岸のなかでも特筆してその豊かな海の幸を称賛された三津の漁業だったが、漁獲高の減少と漁業者の高齢化により、定置網漁は2020年（令和2年）3月をもって終了した。2021年（令和3年）時点で、三津で実際に漁業を営む漁業者は3名となり、水視漁業によりサザエ、ワカメ、モズク等を採取している。
沿岸部一帯が山陰海岸ジオパークのエリアに含まれる自然景観も古くから知られ、1587年（天正15年）には細川幽斎が「根上がりの松に五色の糸かけて 琴引き遊ぶ三津の浦々」と歌い残している。釣りや海水浴客を対象とした民宿も多く、客の土産にはサザエやワカメが販売された。21世紀には映画のロケ地やマリンレジャーなどの新たな観光スポットとして注目を集める。
丹後ちりめんで知られた丹後半島の地場産業である機業は、文化年間（1804年-1818年）にはすでに三津にも導入されており、昭和のガチャマン景気の時代には人々の暮らしを大いに潤し、織物産業が斜陽となった21世紀初頭においても、漁業を抜いて三津第一の産業として定着している。
三津は海岸段丘の斜面にあり、農耕には不向きな土地柄のため、農業は産業としては発展してこなかったが、1988年（昭和63年）から1994年（平成6年）にかけて国営農地の造成が行われ、1989年（平成元年）に営農が開始された。造成面積は36.7ヘクタールであり、営農面積は29.3ヘクタールである。29.3ヘクタールの農地では当初はタバコなどが栽培されたが、2021年現在は茶・ブロッコリー・採種・果樹・飼料などが栽培されている。

## 旧跡

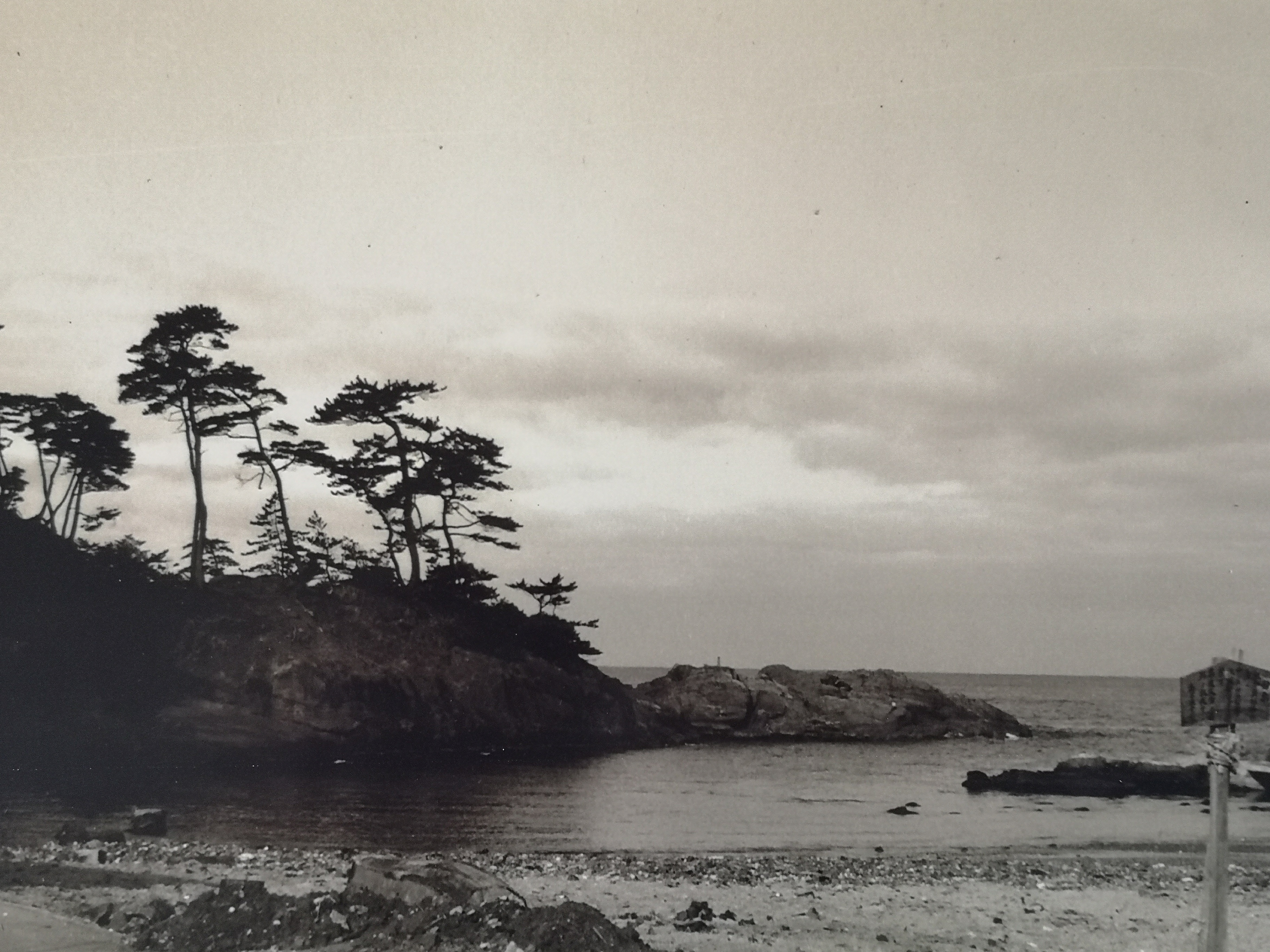
昭和40年代の三津浜とコヤガ鼻、根上がりの松。三津古墳。

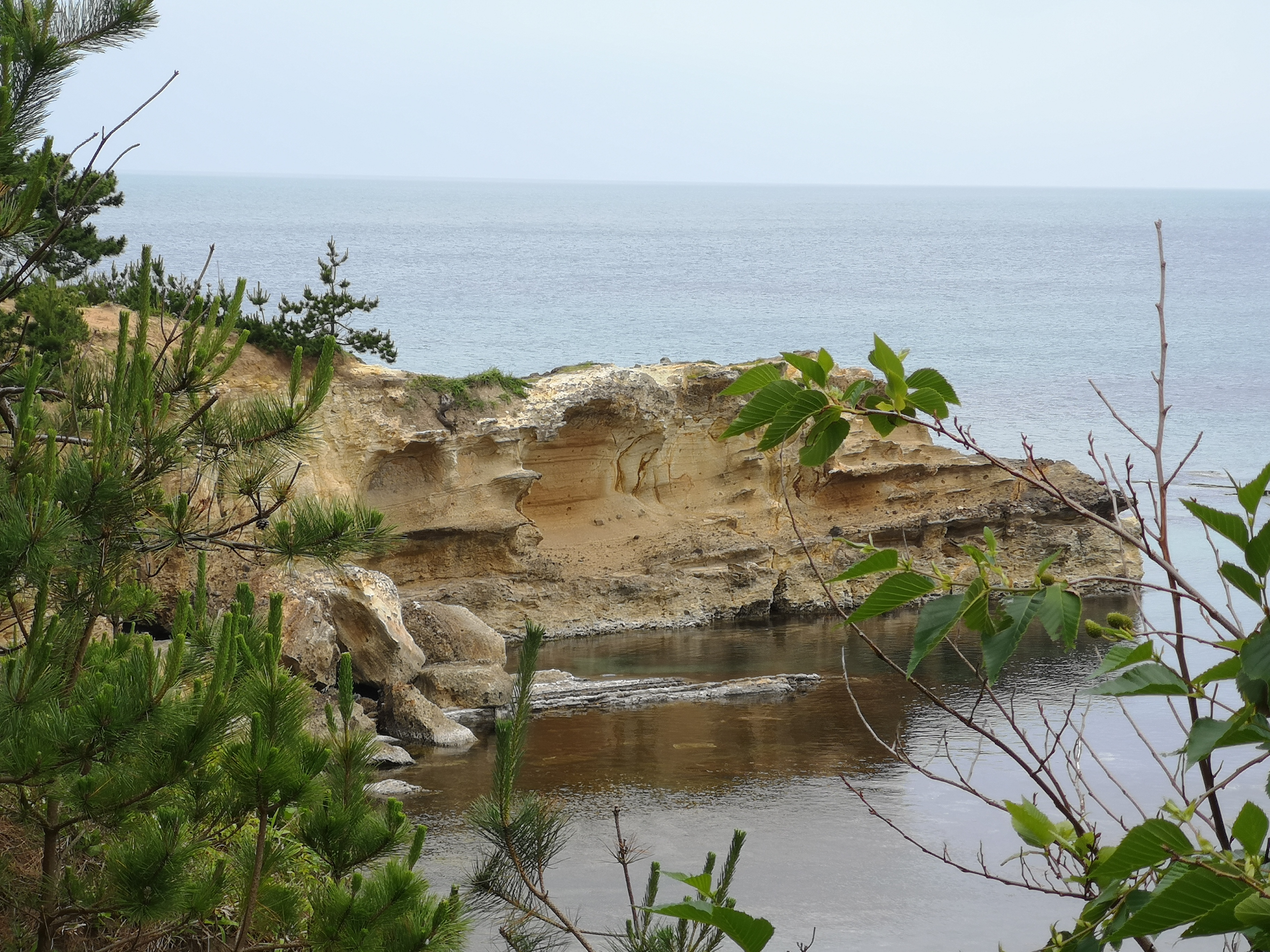
コヤガ鼻（2021年6月）

三津古墳
コヤガ鼻の岬にある古墳時代前期の古墳。全長26メートル、後円部1.5メートル。半壊しており、葺石があったかどうかは定かでない。土師器が出土している。
三津城址
三津区の西南側の山頂（標高80メートル）の大地約400平方メートルにあり、一画に愛宕神社を祀る。この山を「甲山」という。東西の山腹は急峻な崖となっており、北側の尾根に二層の郭がある。
三津別城
三津城址（本城跡）に相対する三津区の東北側の山頂にある、やや小規模な城址。地形に沿って堀切や郭の遺構が残る。
コヤガ鼻と根上がりの松
集落の西の岬で、「あみの八景」に選出される景勝地である。1587年（天正15年）4月に当地を訪れた細川幽斎がその景観を和歌に残した。崖の崩落によって根が露出し「根上がりの松」と呼ばれた老松は、20世紀後期までは健在であったが、2021年までに枯死し、見ることはできない。
コヤガ鼻のほか、集落の東にある「みくり坂」、集落前の出島「あか崎」、「むまか﨑」、集落の入口にある「いきの間」は近世にはすでに知られた遊覧地であった。
夫婦塚
三津から間人に到る街道筋にある古墳。伝承によれば、南朝の長慶天皇が退位後に病療養のために皇妃を同伴して但馬地方で湯治していたものの、思うような効果を得られず、風光明媚な療養地を求めて当地に滞在し、そのまま崩御した。悲嘆に暮れた皇妃や従者も殉死し、土地の人々の計らいで寝棺におさめて埋葬した場所であるという。

## 寺社
近隣町村と比較して、日本海から渡来あるいは漂着したと伝わる神々を非常に多く祀る。
八幡神社（三津八幡宮）
三津字オテジに鎮座する三津区の氏神で、誉田和気命・美久仁大神・伊予永大神を祀る。創建不詳。境内に集落の様々な事業に活用されてきた芝居舞台がある。芝居舞台は1889年（明治22年）頃に建築され、かつては年2回ほど興行が行われた。境内社に1627年（寛永4年）創建の厳島神社がある。
徳楽神社
隣村である丹後町徳光、砂方との境界にある徳楽山山頂に鎮座する。別名を戸倉大権現。
愛宕神社
三津字甲山、集落西南に位置する遊区との境界にある愛宕山に鎮座する1738年（元文3年）創建の神社で、火産霊神を祀る。愛宕山は、古くは落人が砦を築いたともいわれ、地上デジタル放送の導入以前の昭和期にはテレビのアナログアンテナが設置されていた。
稲荷神社
国道178号沿い、三津字稲荷に鎮座する1873年（明治6年）創建の神社。
廣通寺
山号を「萬松山」と称する曹洞宗の寺院。1593年（文禄2年）7月5日創立。開山は智源寺の第11世斤山智峰和尚。かつての三津城主である郷士・和田助之進末次の死去に際して創建された。隠岐国の漁夫が三津海岸に流れ着いた際に安置された薬師如来を本尊とする。1657年（明暦3年）に曹洞宗に改宗。1764年（明和元年）に本堂が焼失したが、1774年（安永3年）に再建された。
休場観音堂

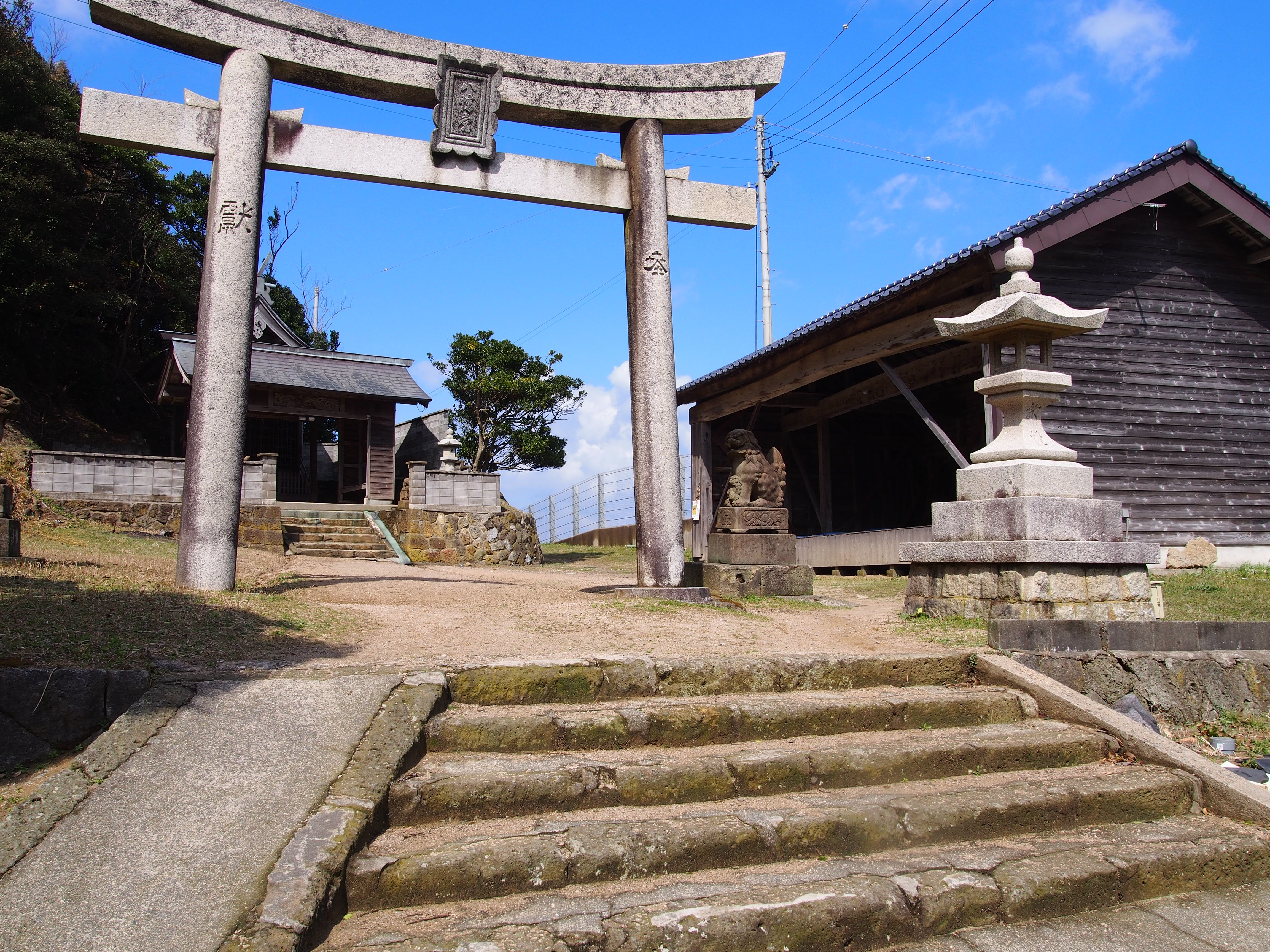
八幡神社
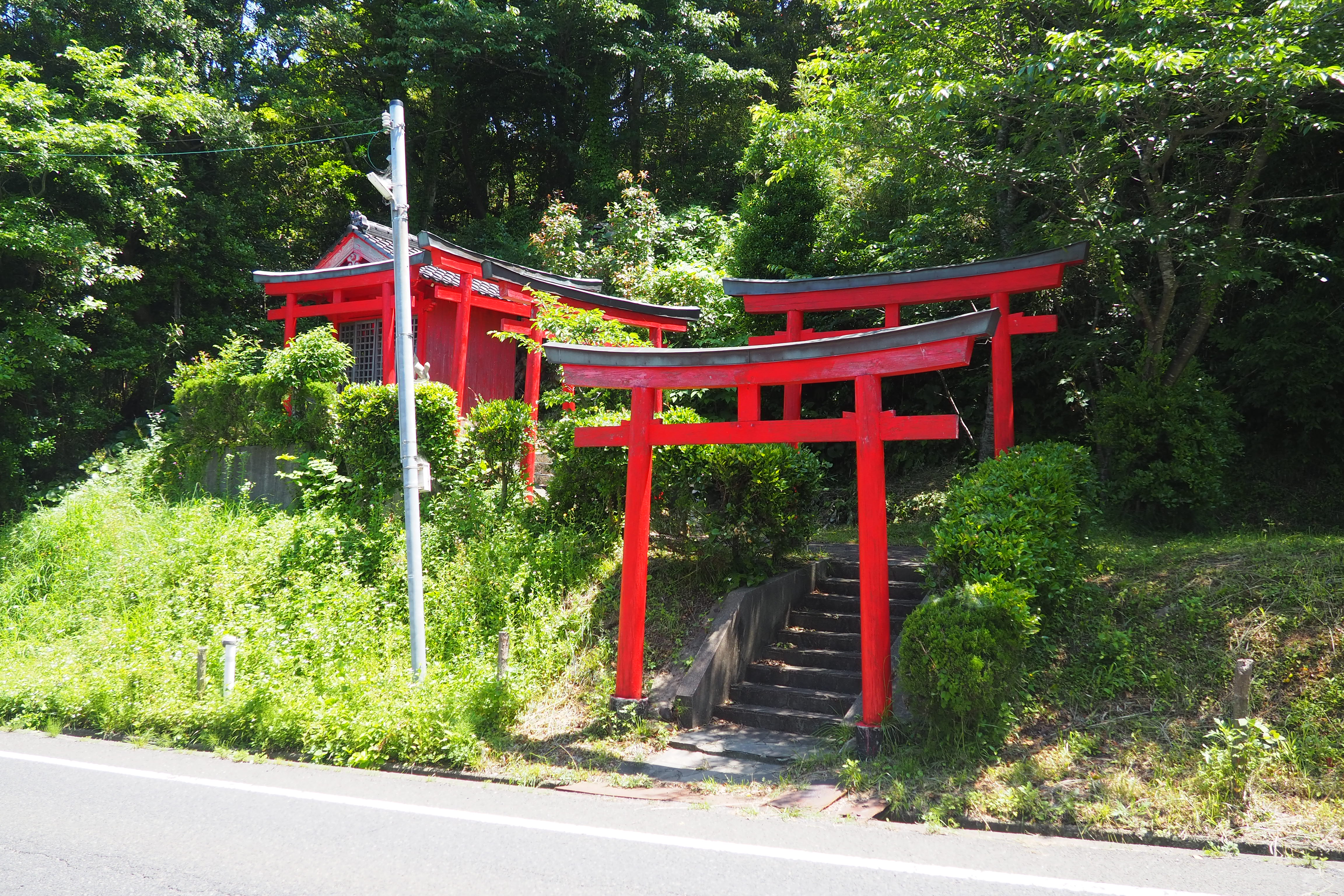
稲荷神社
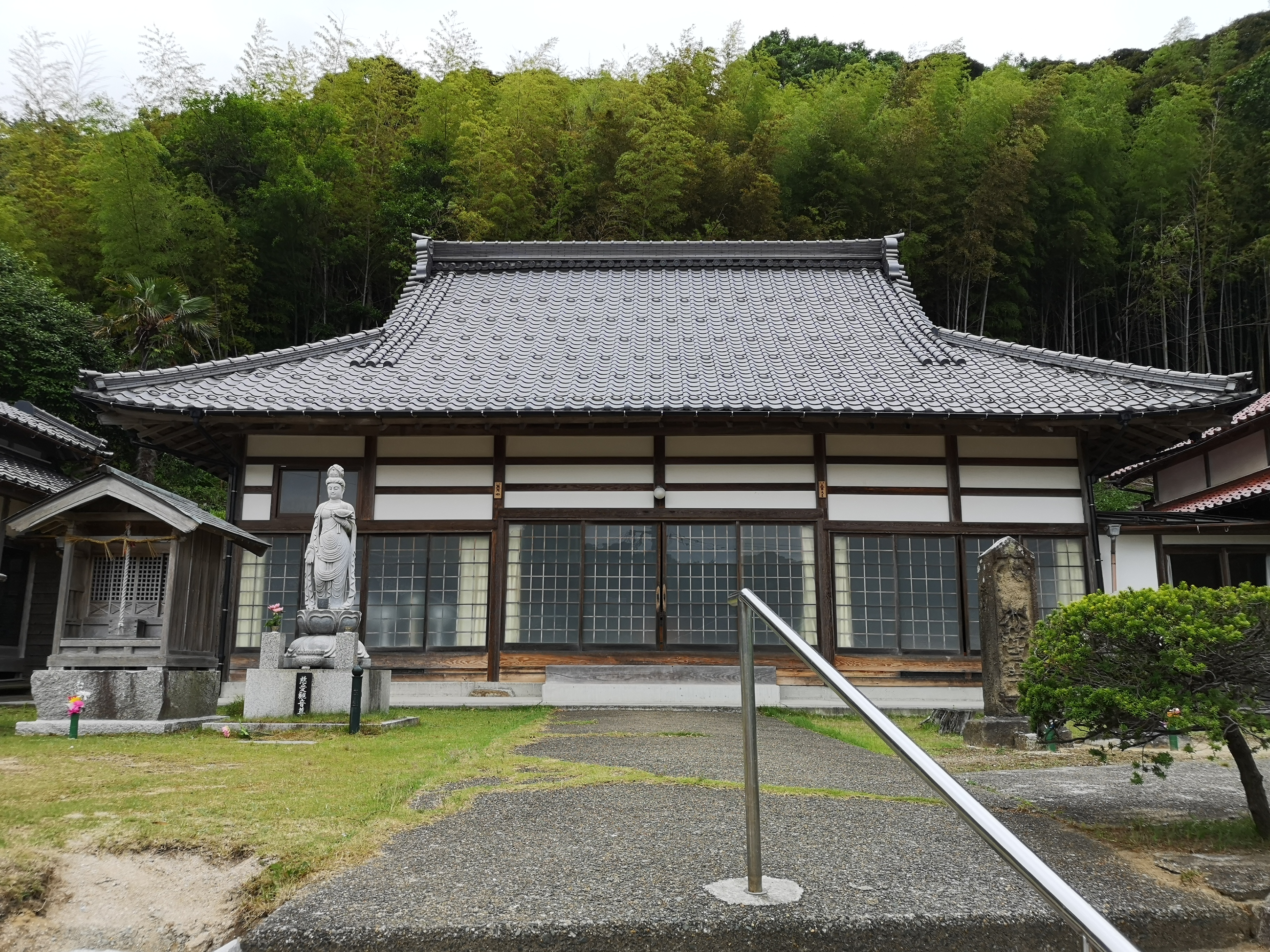
廣通寺
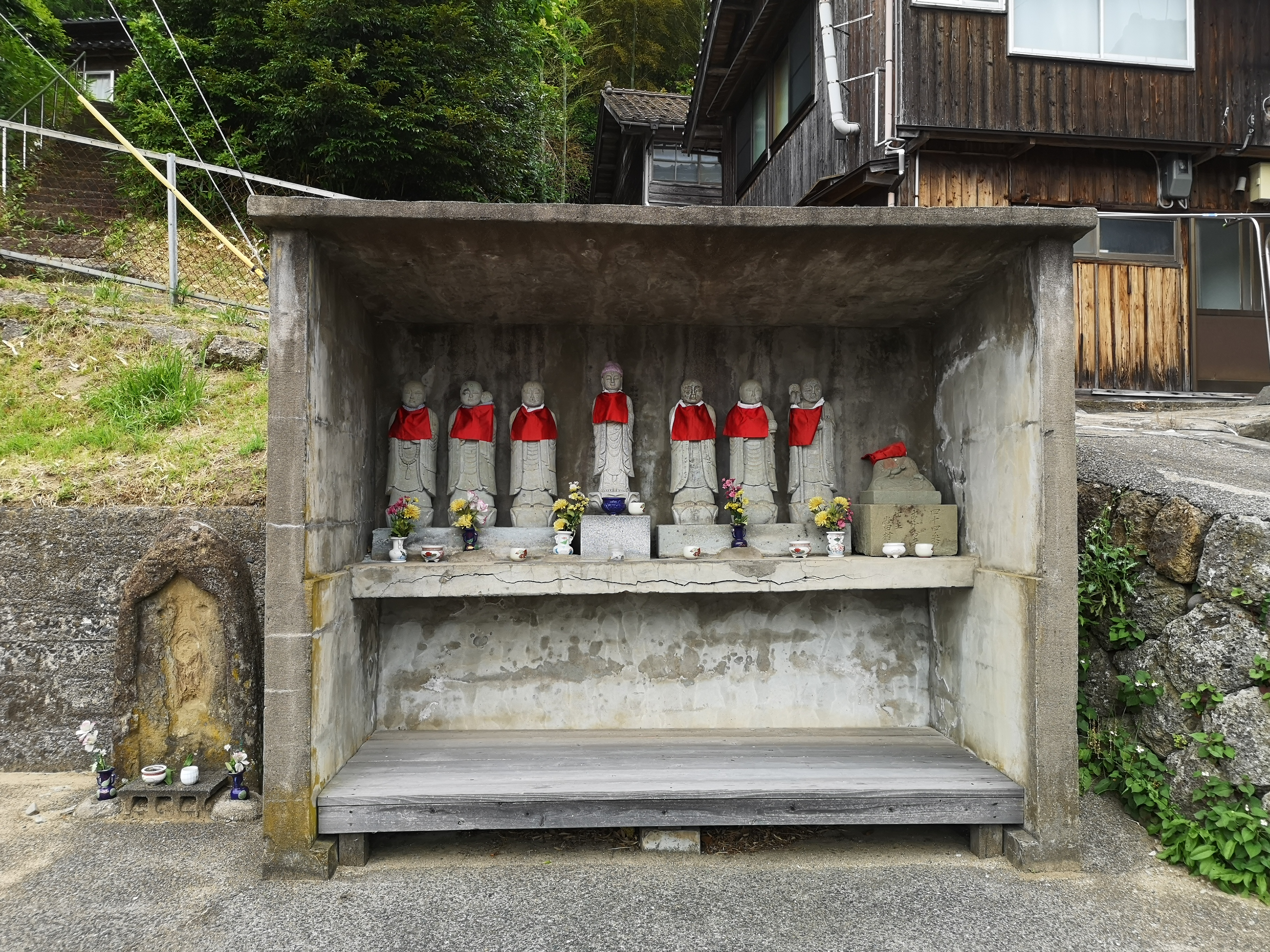
集落内にある地蔵
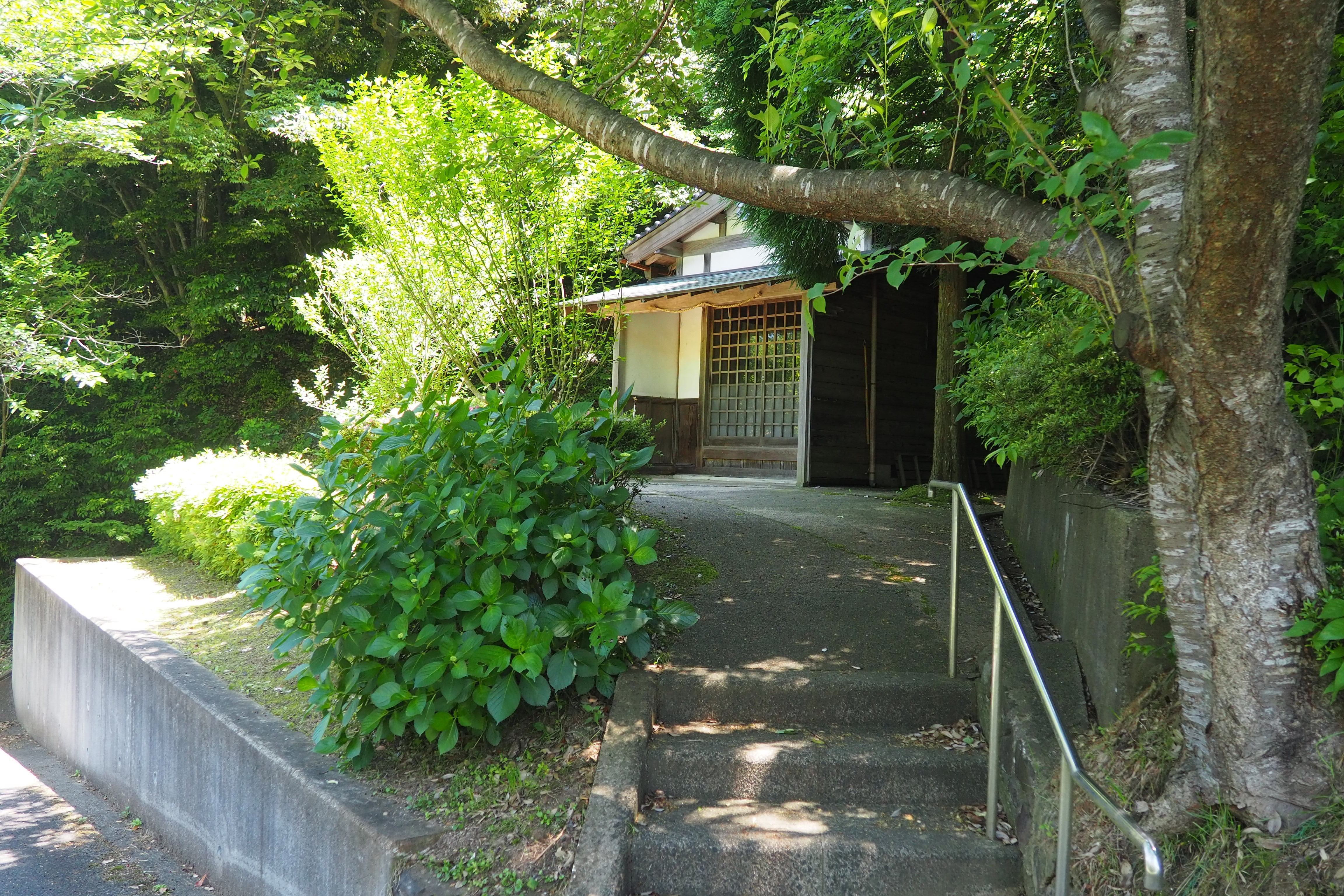
休場観音堂

## 施設

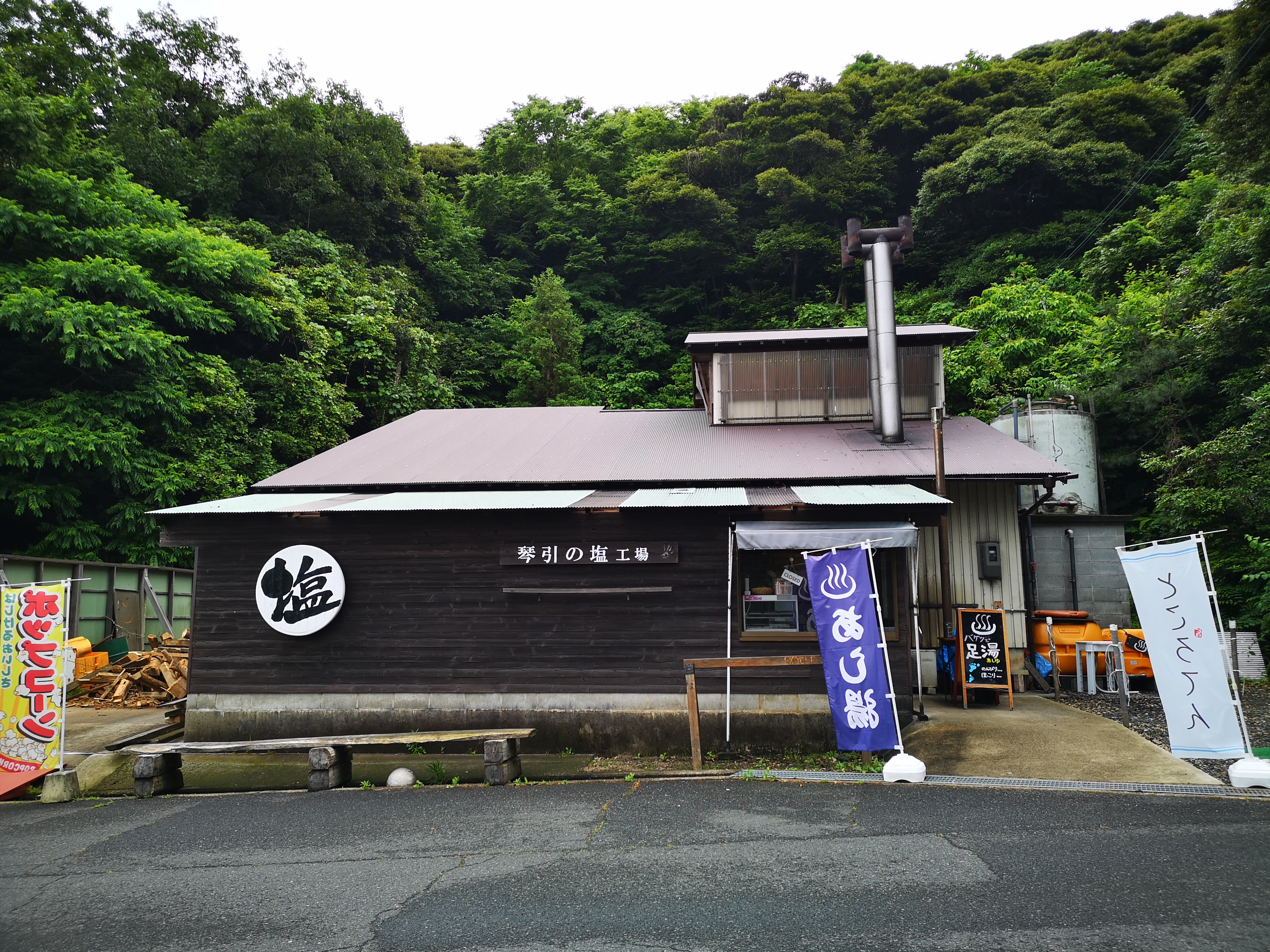
琴引の塩工場

- 三津漁港 - 沿岸漁業の基地局として発展した第1種漁港。
- 三津港島提灯台 - 三津漁港にある赤色の灯台。1971年（昭和46年）10月初点灯、1986年（昭和61年）11月改築。
- MITSU TODAI COFFEE（三津灯台珈琲） - 三津漁港にあるコーヒースタンド兼マリンレジャー体験施設。
- 三津区民センター
- 琴引の塩工場 - 国道178号線沿いにある、21世紀現在唯一の三津の塩工房。古来の製塩法による塩作りを行い、塩飴や塩サイダーなどの加工品を販売するほか、塩炊き体験事業なども行っている。
- 三津ロードパーク - 徳楽山道の入口近く、国道178号沿いにある。

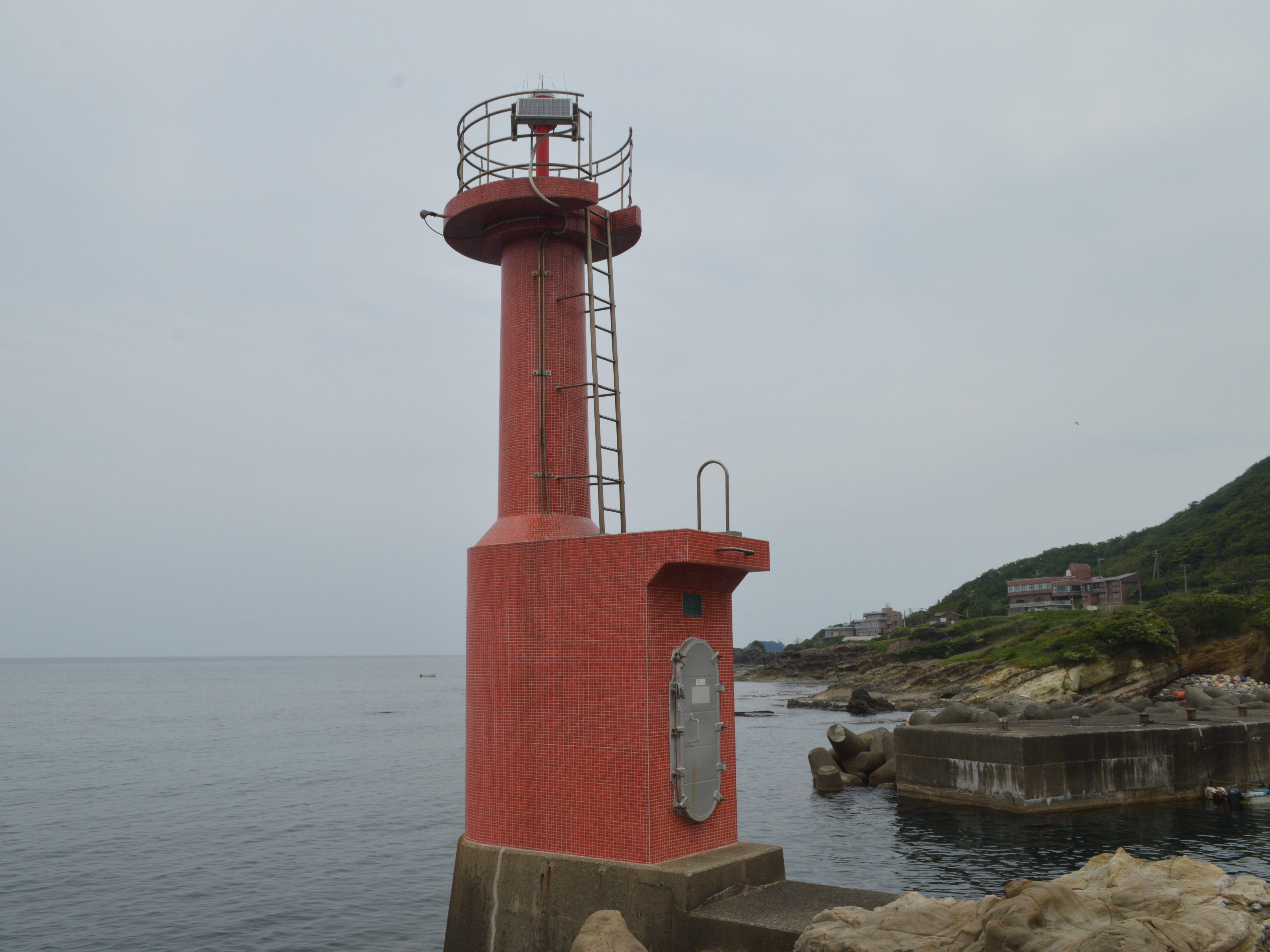
三津港島提灯台

## 交通

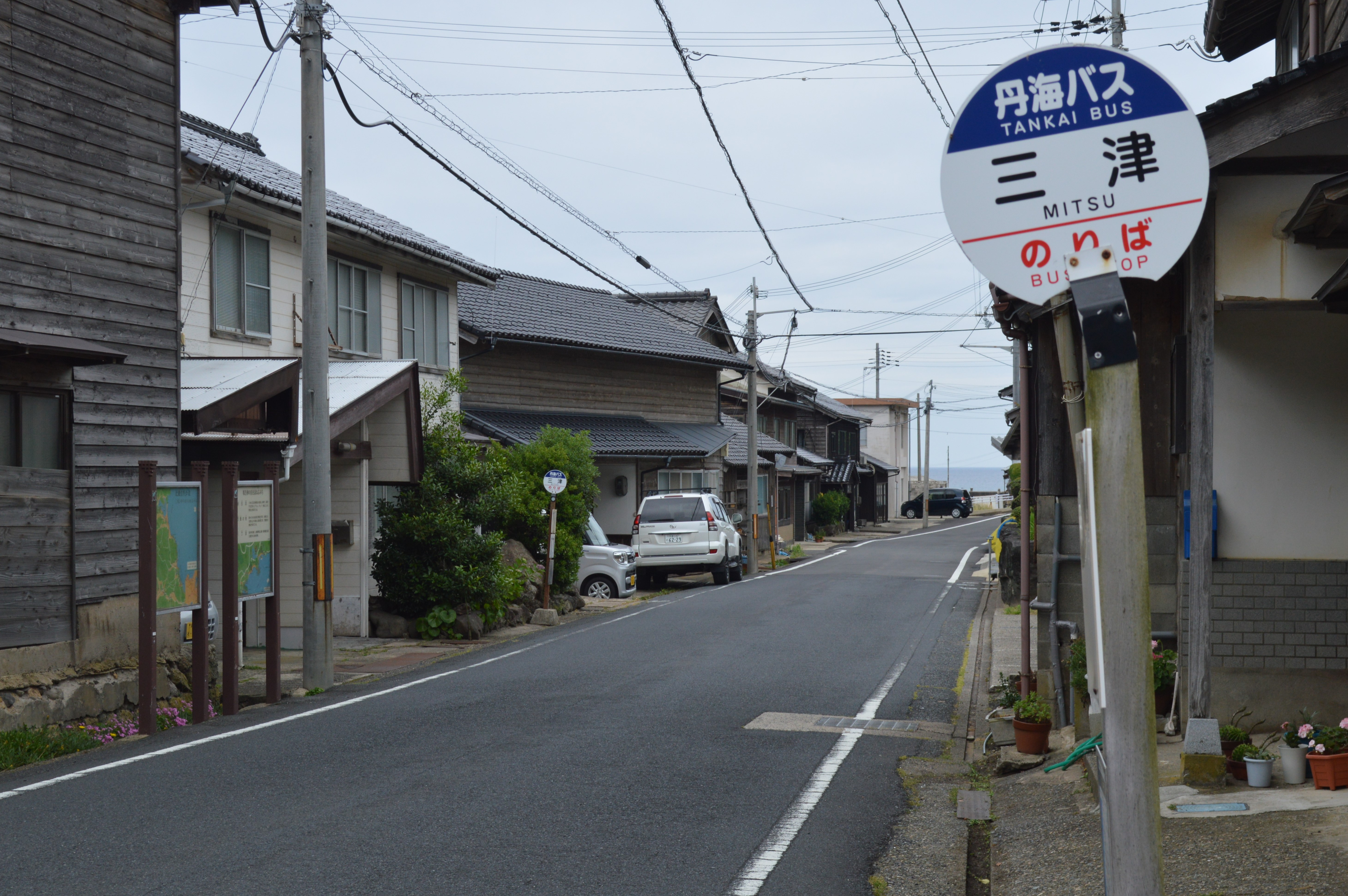
集落内のメインストリート

人家が密集する集落の南と徳楽山麓を分断するように、三津のなかを丹後町間人に至る丹後半島一周海岸道路とも称される国道178号線が貫き、集落西の郊外から三津漁港まで降る産業道路が通る。
公共交通は丹後海陸交通のバス停「三津」と「三津上」があり、海岸線（経ヶ岬-小浜-峰山駅）及び間人循環線（間人-網野駅-峰山駅）が停留する。丹海バスが走る集落のなかのメインストリートは、古くは「島津街道」と呼ばれた旧道から繋がり、網野神社付近から砂丘農地の間を北東の網野町小浜に抜け、三本松峠付近で東の山中を割り、北の砂山の麓を通って掛津、遊地区を経て三津へ到達する。街道そのものは多くの場所で直線であるが、砂丘が続き起伏の多い道である。

## 教育

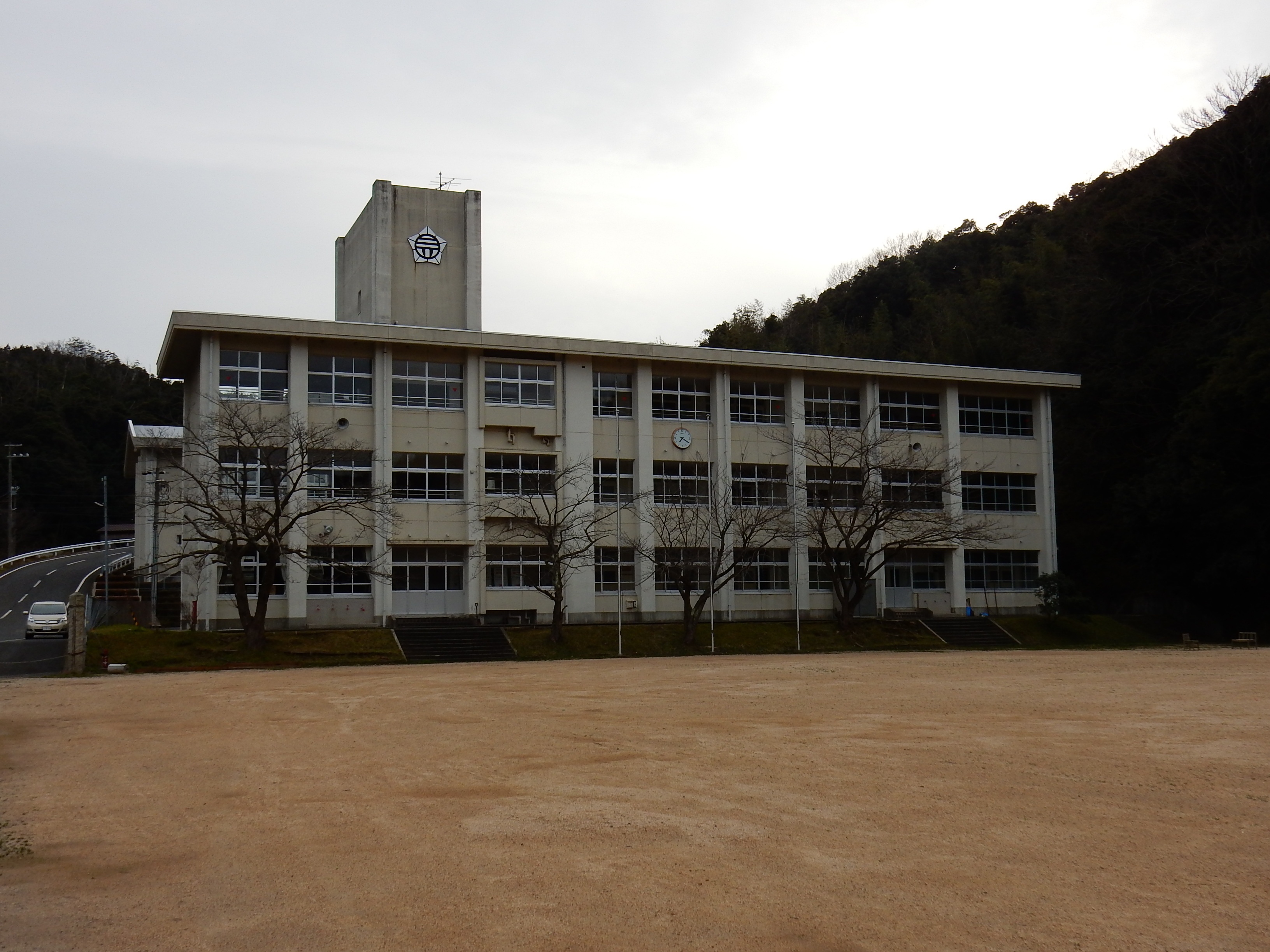
三津小学校
1873年（明治6年）に開校した三津区唯一の小学校。周辺の他村に先駆けて校舎が建設されたことに特色がある。1973年（昭和48年）11月、開校100年記念式典が行われ、2012年（平成24年）3月、京丹後市立島津小学校に統合され、三津小学校は閉校した。1952年（昭和27年）から1998年（平成10年）まで、学級数は変わらず6学級であった。三津小学校跡地には和装衣装の京都豊匠が進出し、校舎は京都豊匠京丹後工場（縫製工場）となった。

## 風俗習慣
節分に豆まきをしない一族
江戸時代のある節分の日、宮津藩の藩主の用で京都へ出向いた三津の末次氏は、日没後の帰路で道に迷ったところ、どこからともなく現れた「ひゃっかけ（鬼）」に節分の日に豆まきをしないなら家まで送ってやるという鬼の助けで無事に自宅に帰りつくことができた。末次氏は約束を守り、節分の夜に豆まきをしないことを子孫にも言い伝え、1985年（昭和60年）時点で末次という姓の家は15軒以上あるが、豆まきをする家としない家ははっきり分かれているという。
葬式で赤飯を炊く
長寿を祝う風習として、三津では葬式に赤飯を炊くという。同様の風習は島根県、福井県、新潟県、群馬県、長野県、東北地方などの一部の地域に残るが、丹後半島の他地域では少なく、珍しい風習とされる。
漁業者の伝承
- 乙姫が牛肉を嫌うので、出漁前に牛肉を食べたり、船に持ちこんではいけない[74][75]。
- 帰宅時に家の者が「おかえり」というのは、船が転覆するのでよくない[74]。
- 船で寝るとき、頭を船から出すとフカに食われる。（転じて、寝ずに働けの意。）[74]
- 海上で水死人を発見した場合、船に乗せて連れ帰ると漁がよくなる[74]。
- 盆の16日は仏様を流す仏供養の日であるので、出漁しない[74]。
- 「シカイナミシズカ」と3回言うと波がおさまる。「シカイナミ」は3回大波が来れば4回目は静かになるという意味の言葉である[74]。
- 最初に獲れた魚を初穂と呼び大切にする習慣はとくになく、大敷網の敷設後に最初に獲れた魚を大切にする習慣がある[76]。
- 漁に関係する神として、金毘羅さんを祀る。
- 漁の出がけに僧侶に会うと出直す。漁民は寺参りをしない。葬式料理を食べると豊漁になる[76]。
- 漁業の祝いの席で最初に歌うめでた歌は「安来節」ときめられている[76]。縄を作るときは「ヨイトマケ、ヨイトマケ」と歌ったが、化繊ロープの普及により縄をなうこと自体がなくなったので、昭和期には廃れた[76]。